# فهرست وابسته‌های دیپلماتیک چین

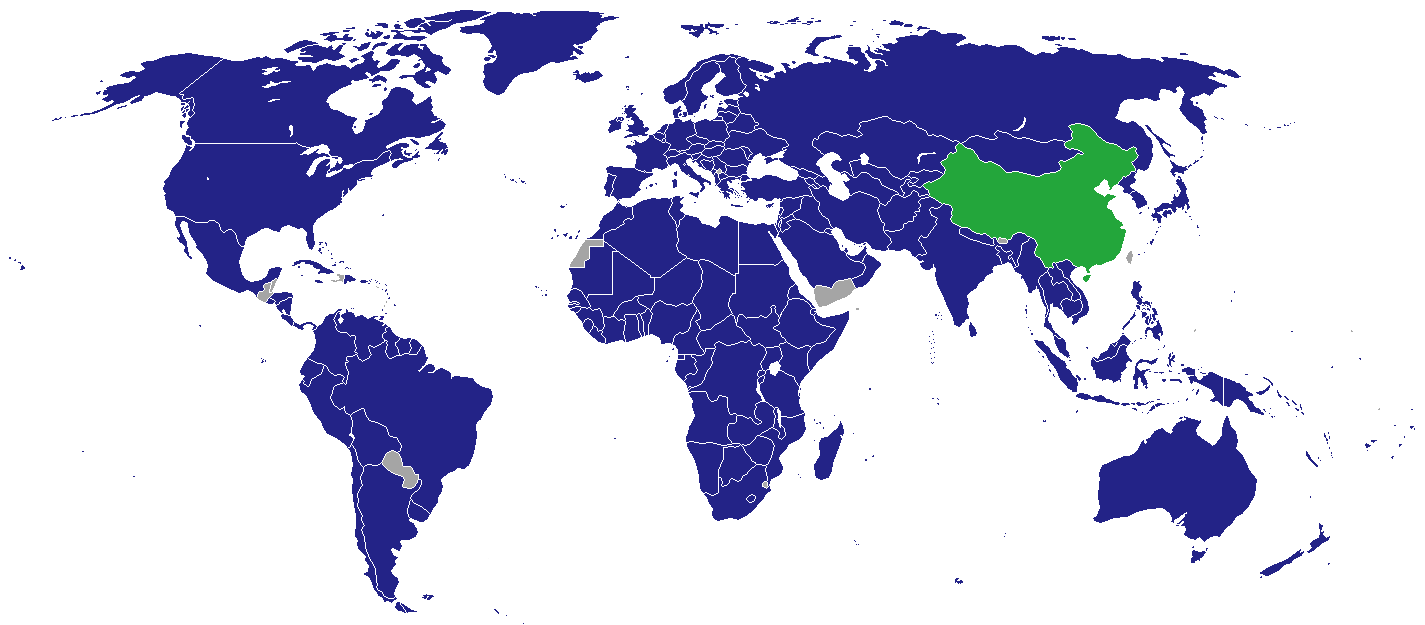
نقشه کشورهای دربردارنده سفارتخانه چین

فهرست سفارت‌های چین، فهرستی از مراکز سفارتخانه و کنسولگری کشور چین در سراسر جهان است.
جمهوری خلق چین یک شبکه بزرگ از روابط دیپلماتیک در جهان دارد و دارای ارتباطات اقتصادی، تجاری، سیاسی، فرهنگی و نظامی با بیشتر کشورهای پنج قاره می‌باشد.
تا قبل از سال ۱۹۷۰ بسیاری از کشورهای جهان، تایوان را بیشتر از جمهوری خلق چین به رسمیت می‌شناختند؛ این در حالی است که جمهوری خلق چین، تایوان را
به رسمیت نمی‌شناسد و این کشور را جزئی از خود می‌داند و به همین دلیل تا به امروز چین به جای تایوان در سازمان ملل متحد عضویت دارد. با این حال روابط چین و تایوان از زمان به قدرت رسیدن مااینگ جیو در سال ۲۰۰۸ بهبود یافته‌است. در سال ۲۰۰۹ مااینگ جیو و رهبر چین پس از ۶۰ سال مستقیماً پیام‌هایی (در قالب وظایف حزبی و نه در نقش رهبر) مبادله کردند. یک سال بعد دو کشور یک پیمان تجاری تاریخی امضا کردند. در پی این بهبود روابط، رؤسای این کشورها در نوامبر ۲۰۱۵ پس از ۶۶ سال در سنگاپور با یکدیگر ملاقات حضوری داشتند. اما نگرانی فزاینده نسبت به نفوذ چین باعث نارضایتی گسترده در تایوان از گسترش روابط شده‌است.

## نگاهی اجمالی به برخی روابط

### ایران
حسن روحانی می‌گوید رابطه با چین اهمیت زیادی دارد و ما همکاری متعددی با چین داریم و این کشور آماده سرمایه‌گذاری در بخش‌های مختلف کشور ماست و یکی از طرح‌هایی که در هیئت دولت تدبیر و امید به تصویب رسید دربارهٔ بحث بهره‌برداری از حساب‌هایی است که از فروش نفت در خارج از کشور از جمله چین داریم.
کشور چین بدهکارترین کشور به ایران است. این کشور در طول این سال‌ها سعی کرده تا با صادرات کالا بدهی خود را تسویه کند.
در دوره سید ابراهیم رئیسی ، روابط دو کشور رشد چشمگیری داشته به طوری که اصلی ترین منبع واردات واکسن کرونا برای ایران چین محسوب میشود.

### ایالات متحده آمریکا
روابط ایالات متحده آمریکا - چین که بیشتر به عنوان روابط چین و آمریکا شناخته می‌شود، روابط بین‌الملل بین ایالات متحده آمریکا و جمهوری خلق چین است. شراکت بین چین و آمریکا، که در آن هر کشور دیگری را دشمنی احتمالی و در عین حال شریکی استراتژیک می‌داند، از سوی رهبران و اقتصاد دانان جهان به عنوان مهم‌ترین رابطهٔ دوجانبهٔ جهان در این قرن توصیف شده‌است. تا تاریخ ۲۰۱۴، آمریکا بزرگترین اقتصاد جهان و چین دومین اقتصاد بزرگ جهان هستند.

## هند
هند و چین هر کدام جمعیتی بیشتر از یک میلیارد و دویست میلیون نفر دارند. جمعیت هند بزودی با چین برابر و بر آن فزونی خواهد گرفت. هر دو کشور جزو سریعترین اقتصادهای دنیا هستند اما بطور کلی هند در ۳۰ سال گذشته از چین عقب افتاده است. چین در همه شاخصها از هند سبقت گرفته‌است؛ و این امر موجب نگرانی هند و آمریکا شده‌است.
روابط بین این دو کشور بزرگ عمیقاً متحول شده‌است. نه تنها مذاکراتی در رابطه با مسائل مرزی آغاز گشته، بلکه قراردادهایی عمومی برای «همکاری استراتژیک» نیز در ۲۰۰۵ به امضا رسیده‌است. چند ماه قبل از این تاریخ، در نوامبر ۲۰۰۴، بیش از ۱۵۰۰ نفر از نیروی دریایی دو کشور مانور امنیتی مشترکی در چارچوب امنیت منطقه انجام دادند. از سوی دیگر دو کشور در اواخر سال ۲۰۰۷ اولین مانور مشترک نظامی خود را برگزار کردند. امری که تا ۳ سال قبل غیرقابل تصور بود. روابط چین و هند هم‌اکنون در همه جهات کاملاً صلح‌آمیز است.

## نگاهی اجمالی به سیاست خارجی چین
چین هم‌اکنون دربردارنده ۳۷۰ مأموریت دیپلماتیک در ۱۷۰ کشور جهان است.
سیاست خارجی مدرن چین تا حد زیادی برگرفته از نظریات نخست‌وزیر سابق چوئن لای است که به «پنج اصل همزیستی مسالمت‌آمیز» و «هماهنگی بدون همسانی» شهرت دارد و برقراری روابط دیپلماتیک بین کشورهایی با ایدئولوژی‌های متفاوت را تشویق می‌کند. همین سیاست موجب شده تا چین از دولت‌هایی که از نظر دولت‌های غربی خطرناک یا سرکوبگر محسوب می‌شوند همچون زیمبابوه، کره شمالی و ایران حمایت کند. چین همچنین روابط اقتصادی و نظامی نزدیکی با روسیه دارد و دو کشور معمولاً در شورای امنیت رأی مشابهی می‌دهند.

## آسیا
| کشور میزبان       | نمایندگی |
| ----------------- | --- |
| افغانستان         | کابل (سفارت) |
| ارمنستان          | ایروان (سفارت) |
| جمهوری آذربایجان  | باکو (سفارت) |
| بحرین             | منامه (سفارت) |
| بنگلادش           | داکا (سفارت) |
| برونئی            | بندر سری بگاوان (سفارت) |
| کامبوج            | پنوم پن (سفارت) |
| گرجستان           | تفلیس (سفارت) |

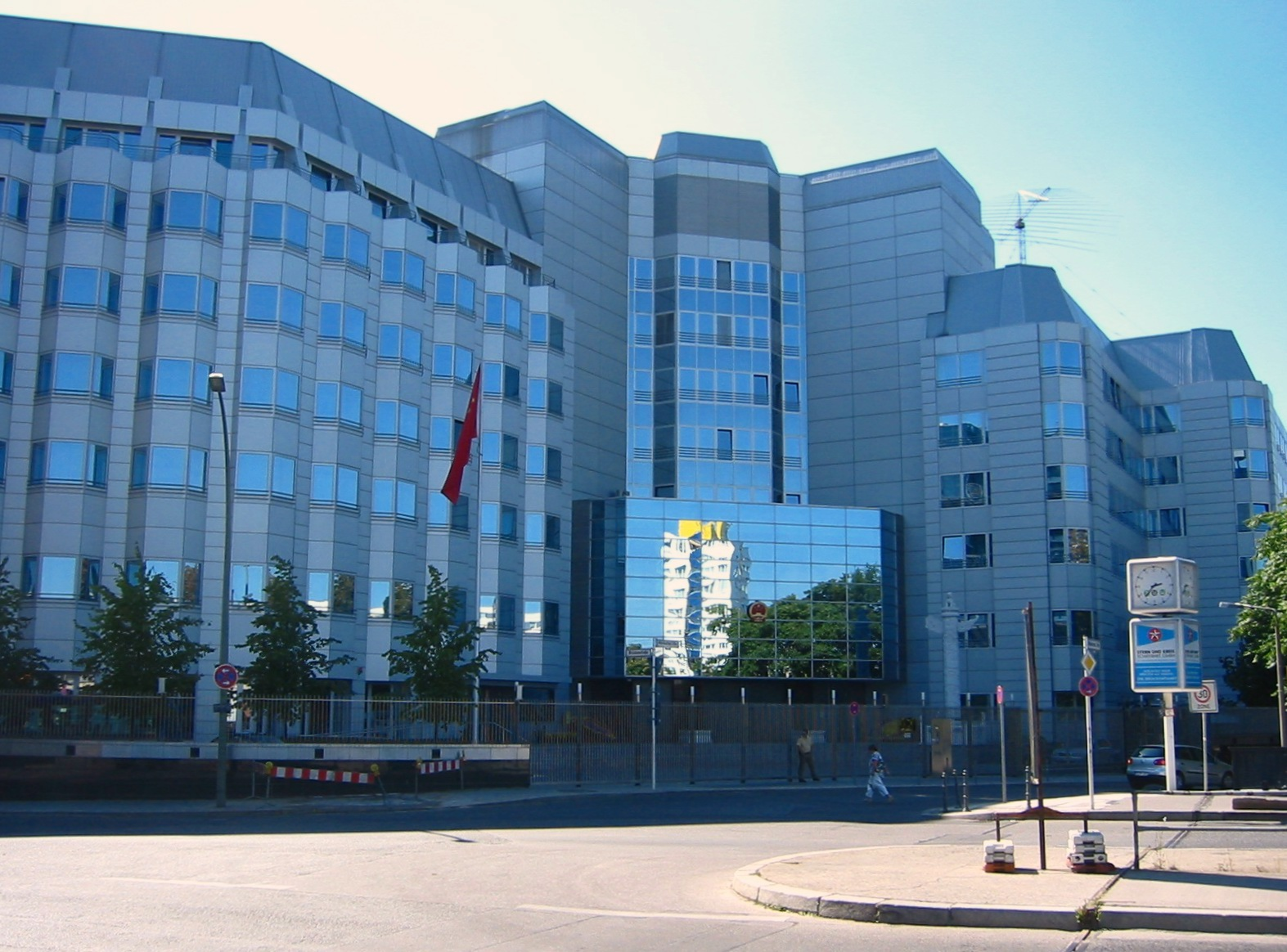
سفارتخانه چین در برلین

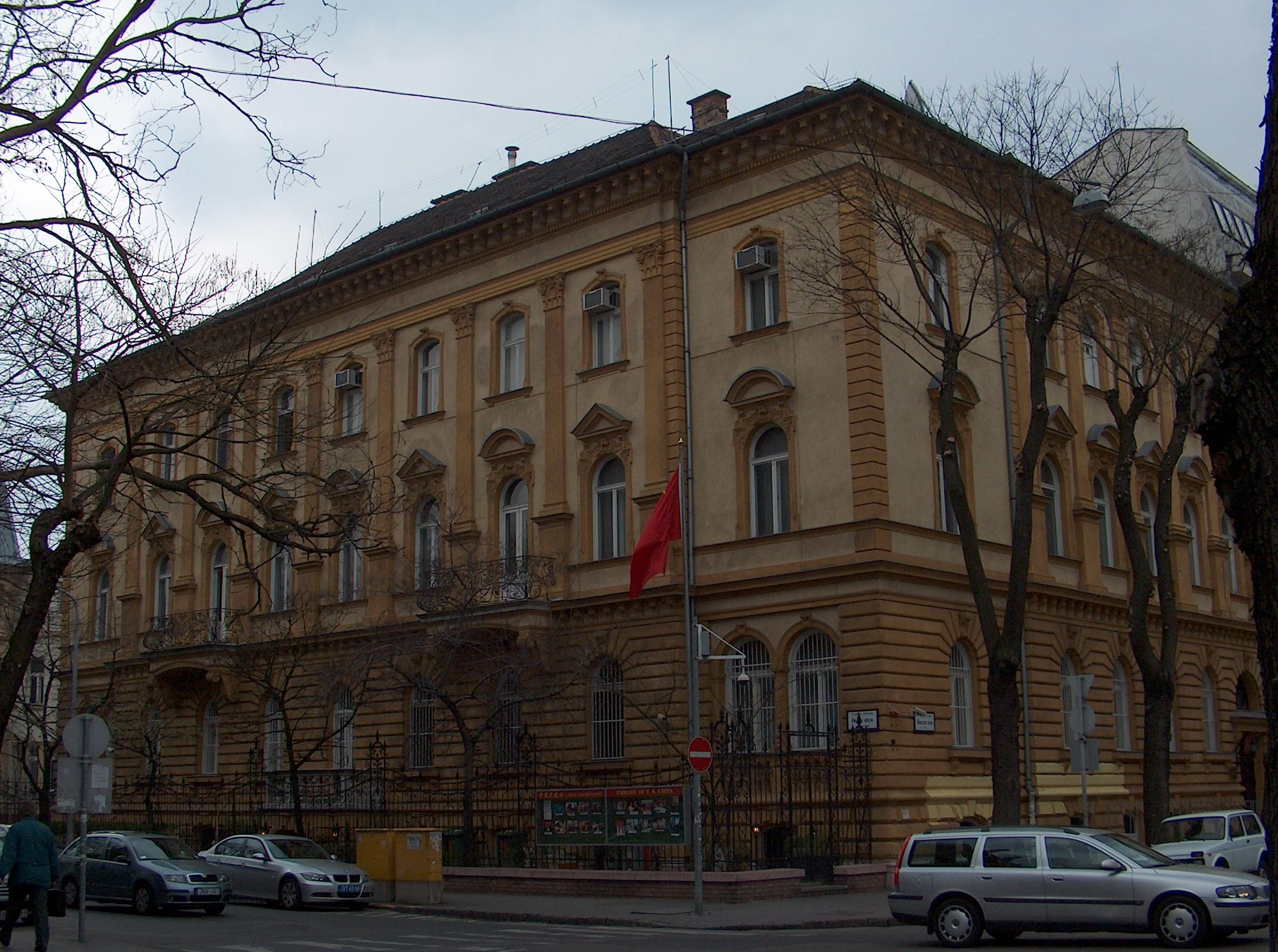
سفارتخانه چین در بوداپست

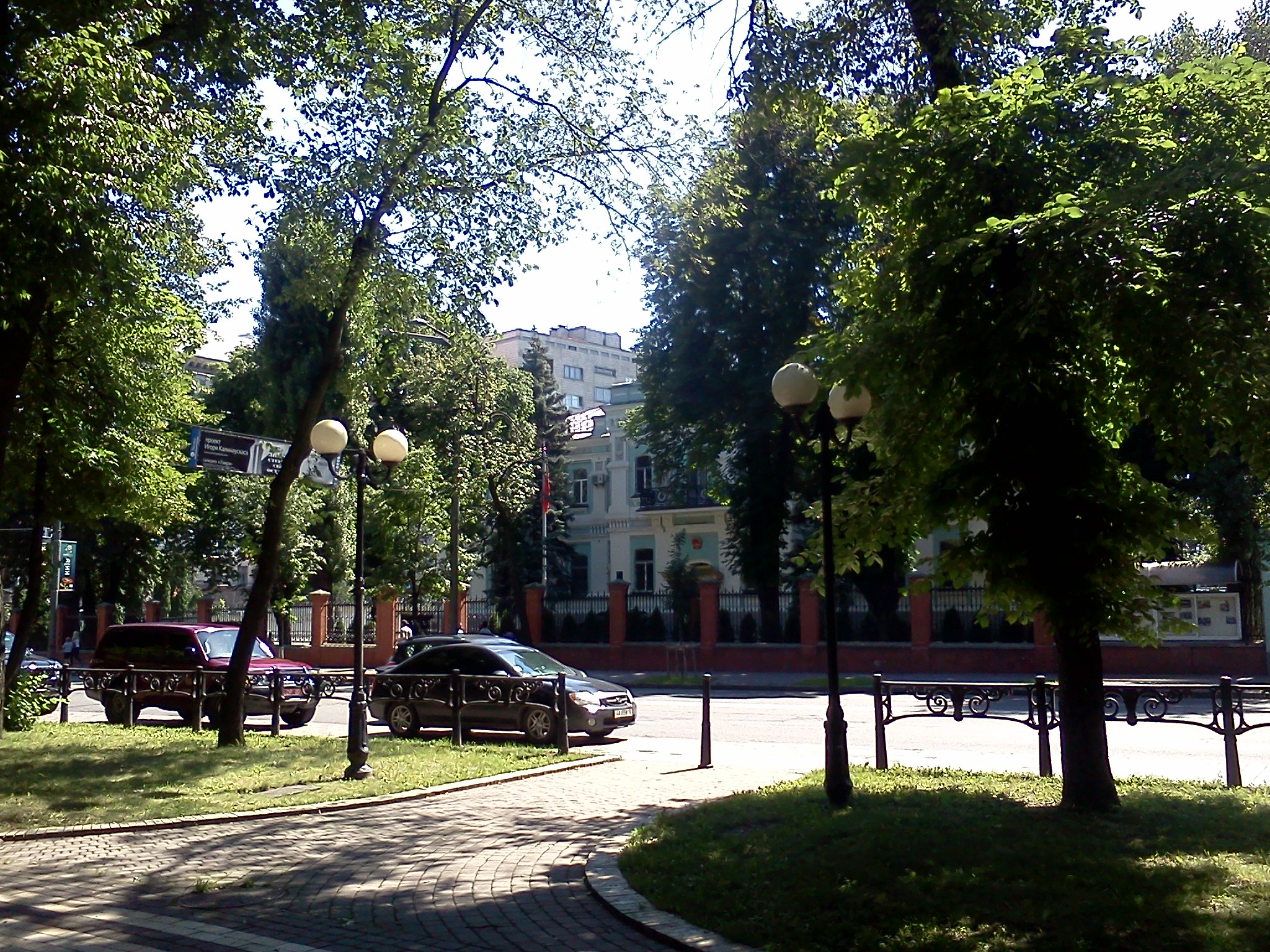
سفارتخانه چین در کی یف

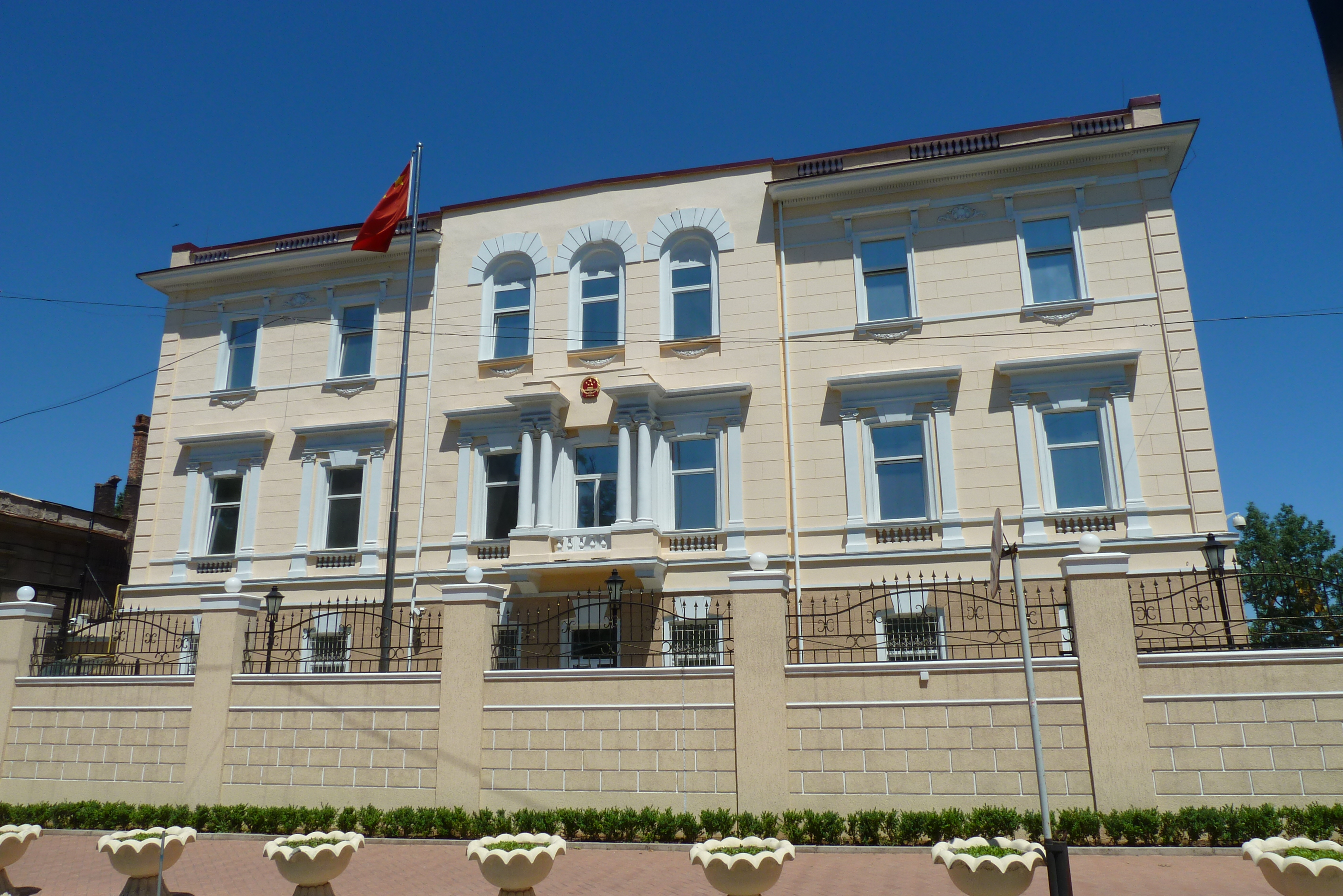
سرکنسولگری چین در اودسا

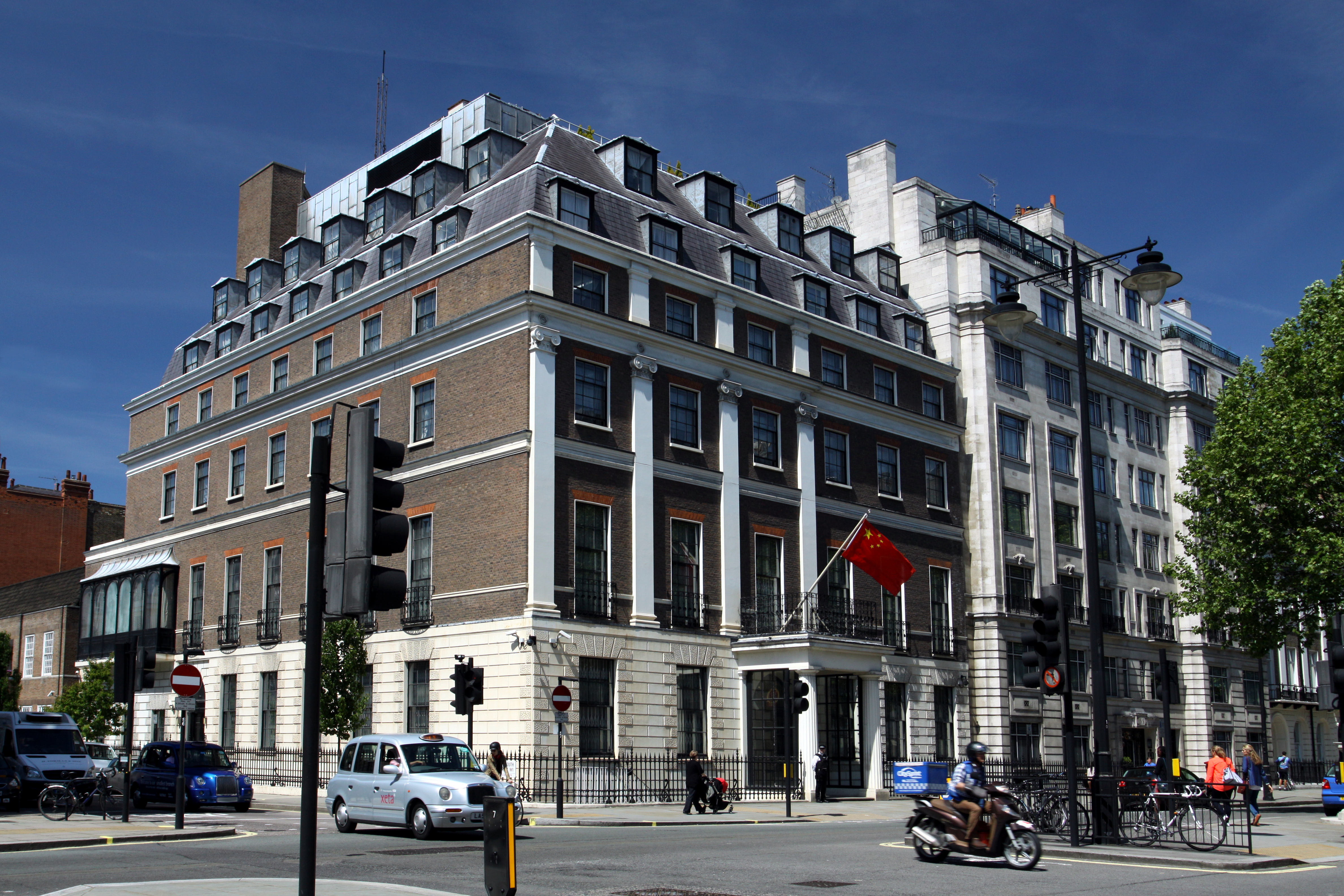
سفارتخانه چین در لندن

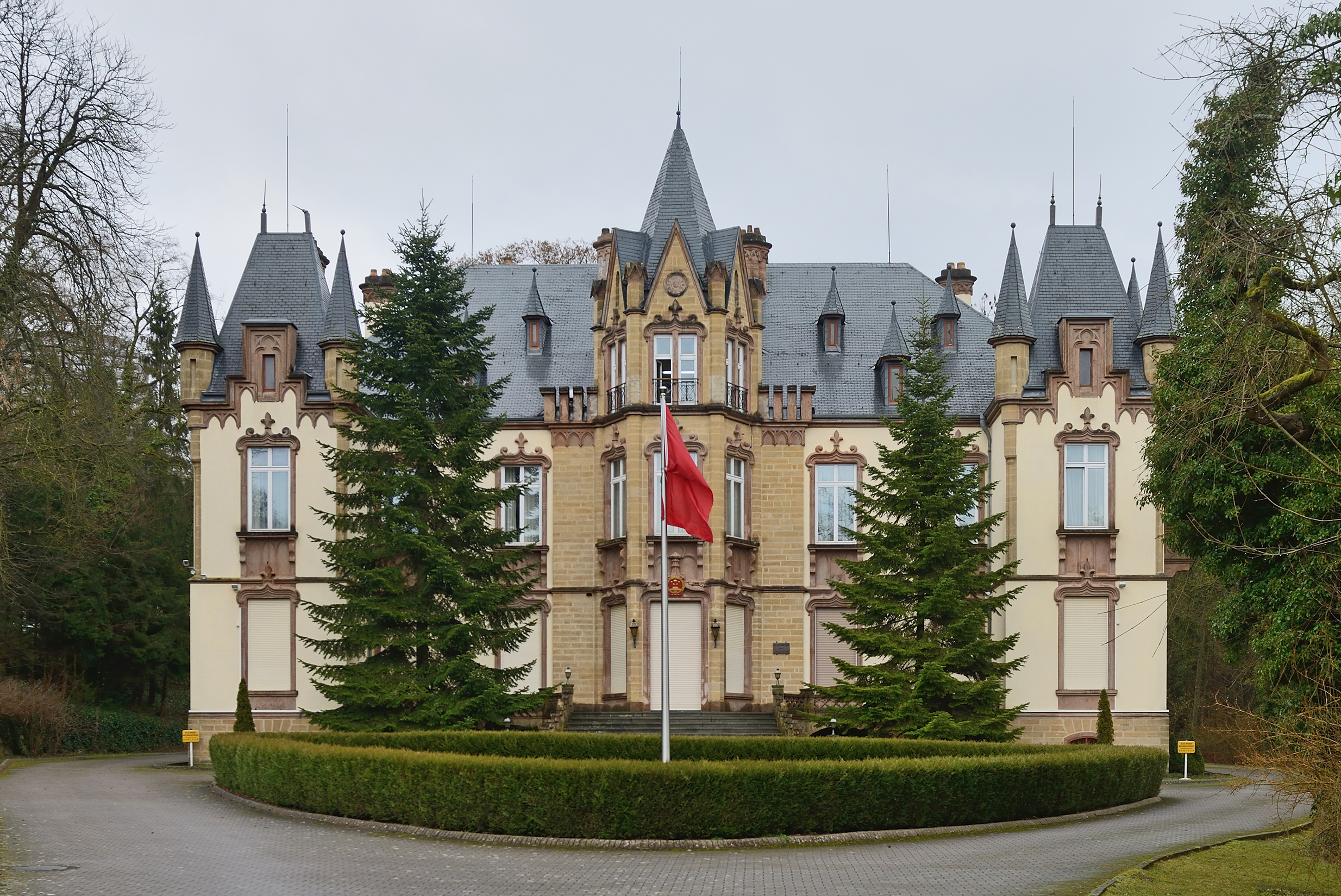
سفارتخانه چین در لوکزامبورگ

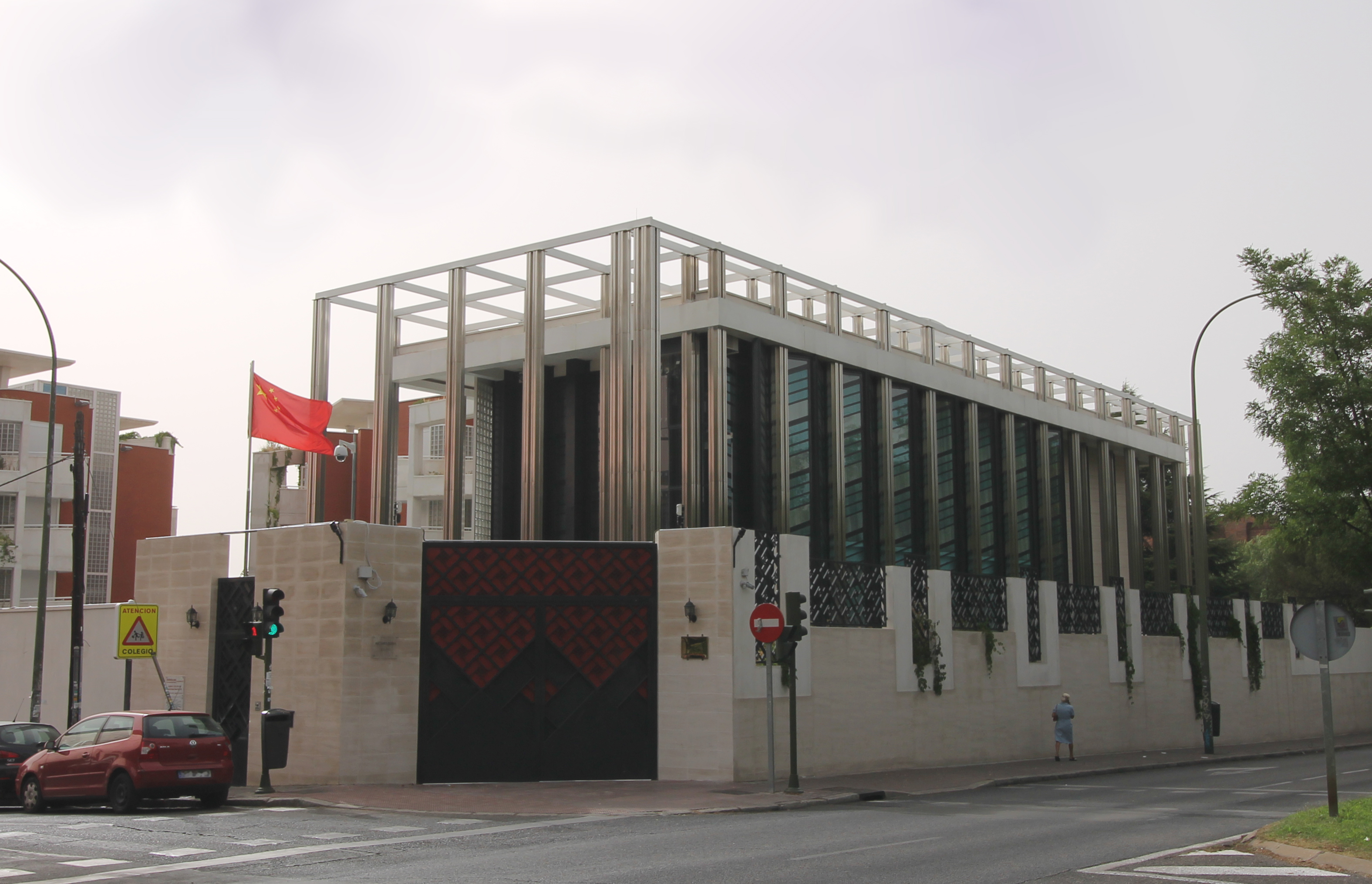
سفارتخانه چین در مادرید

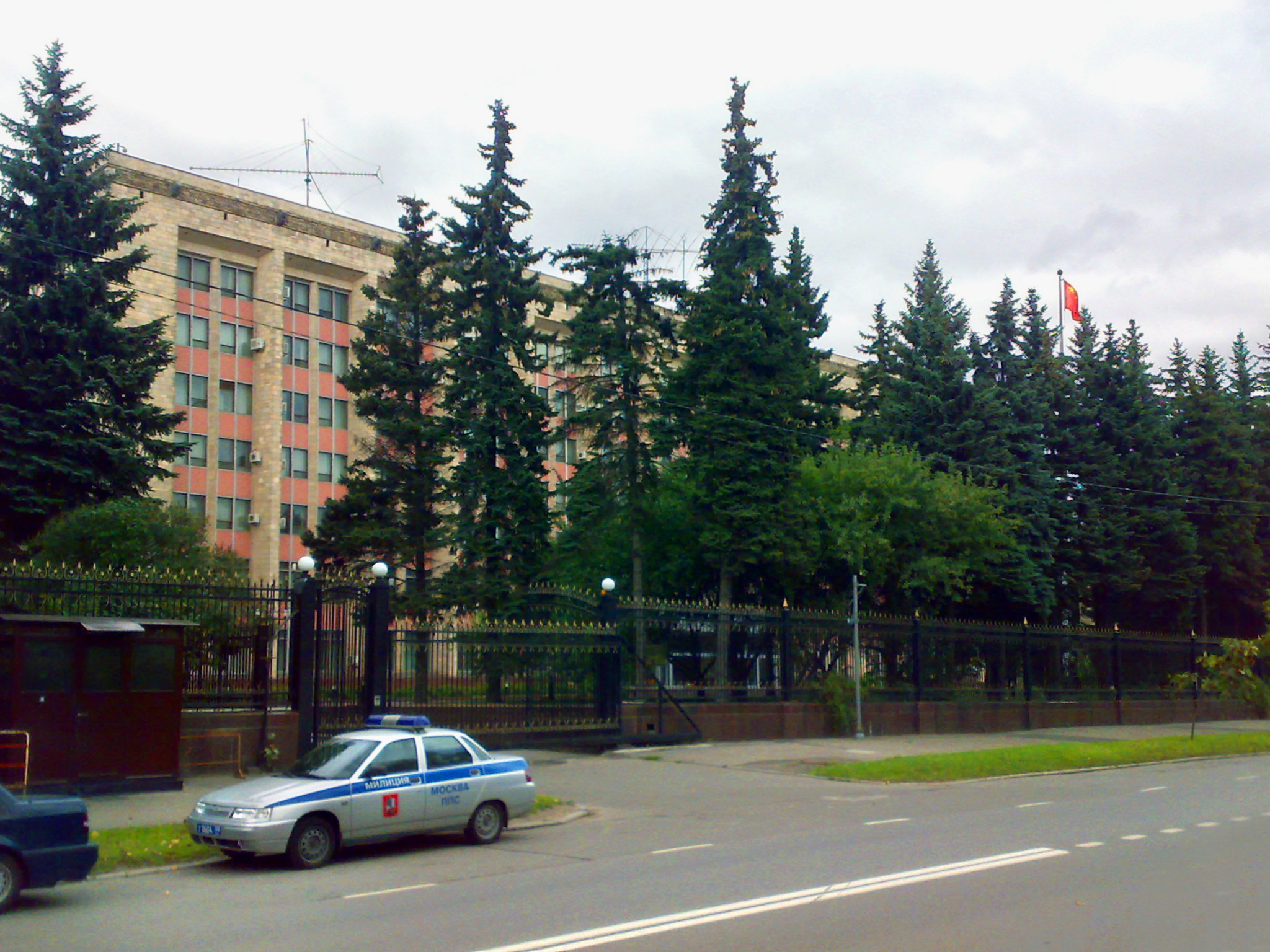
سفارتخانه چین در مسکو

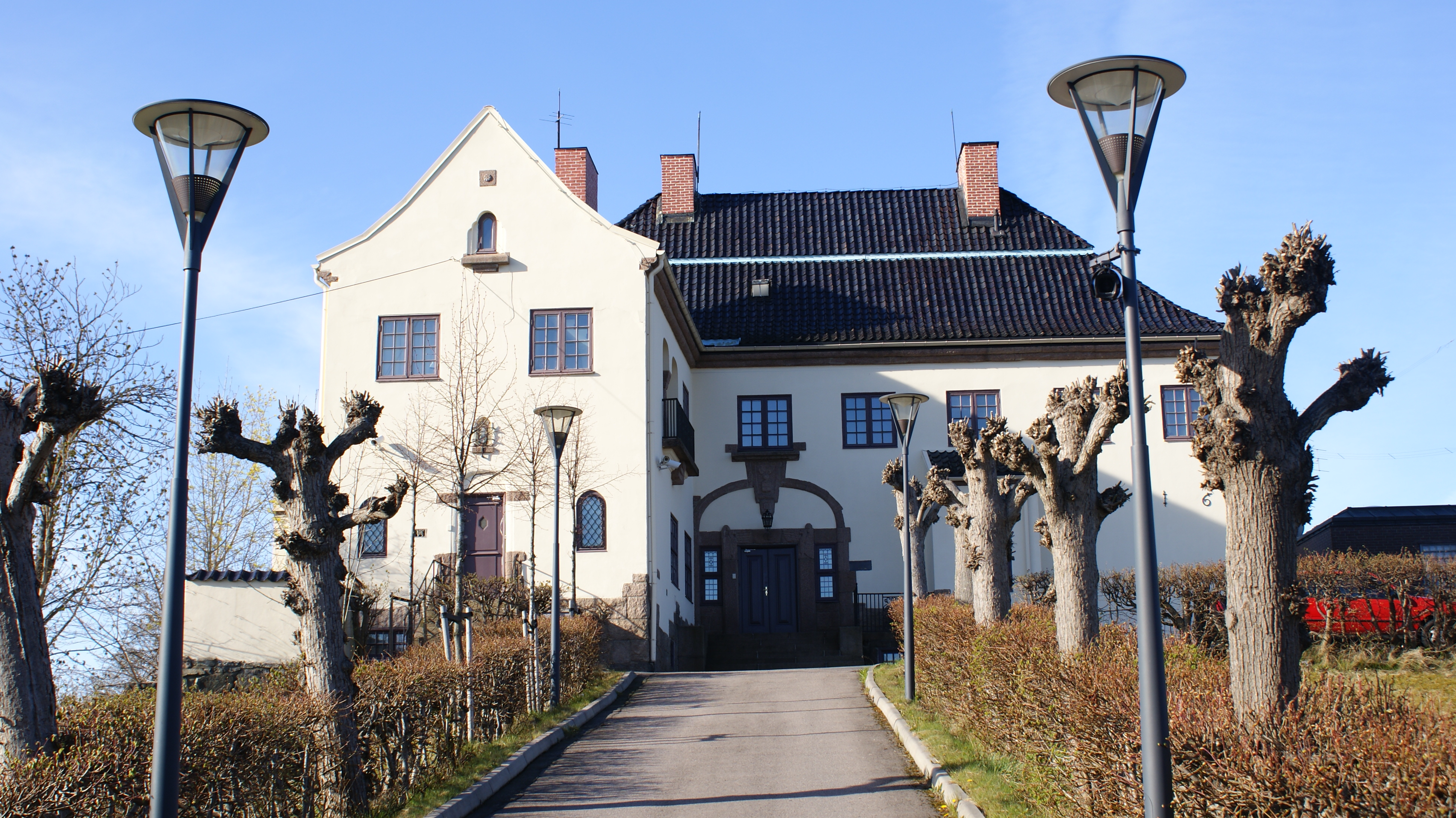
سفارتخانه چین در اسلو

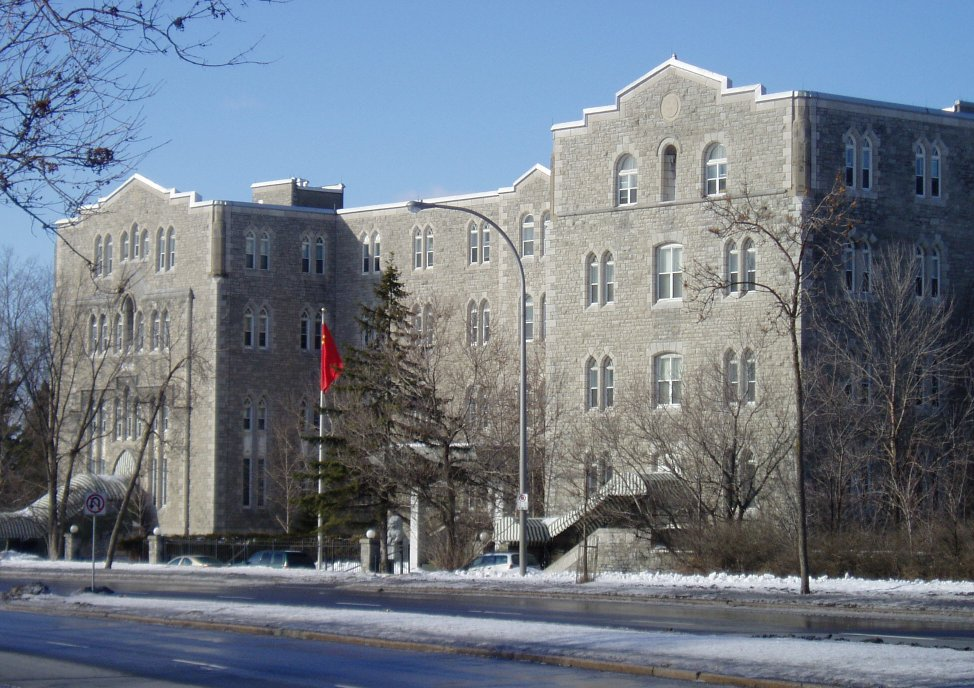
سفارتخانه چین در اتاوا

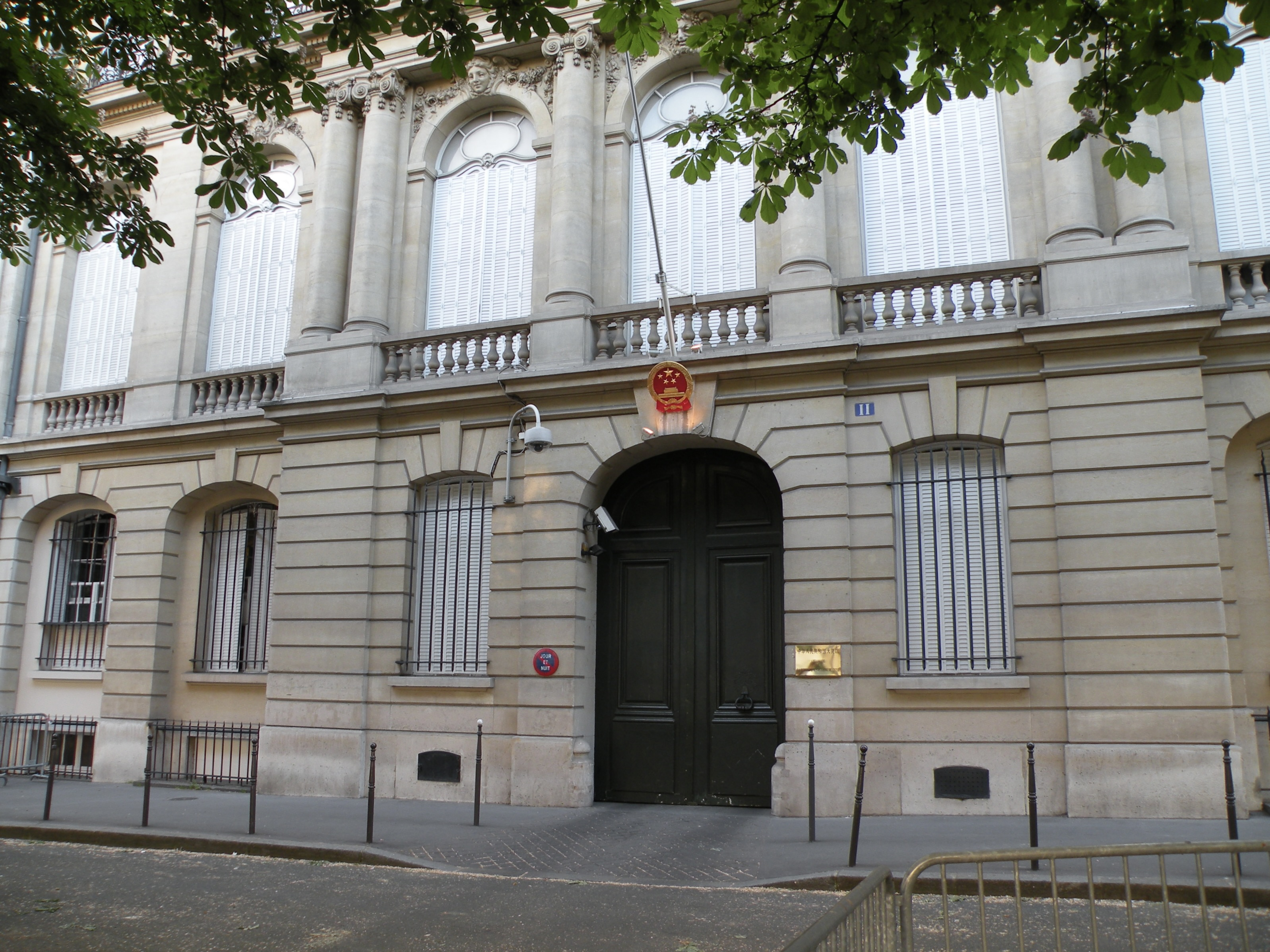
سفارتخانه چین در پاریس

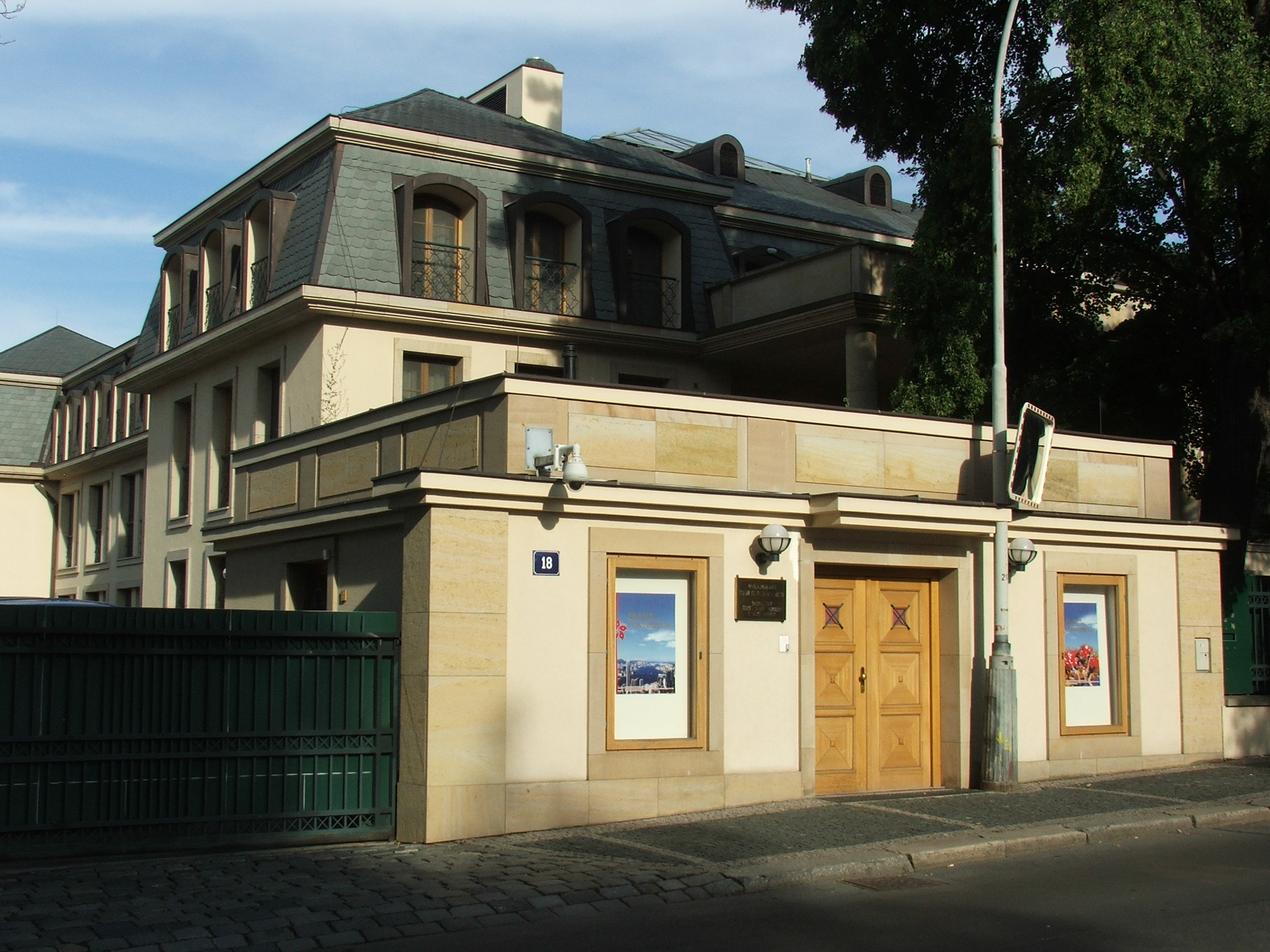
سفارتخانه چین در پراگ

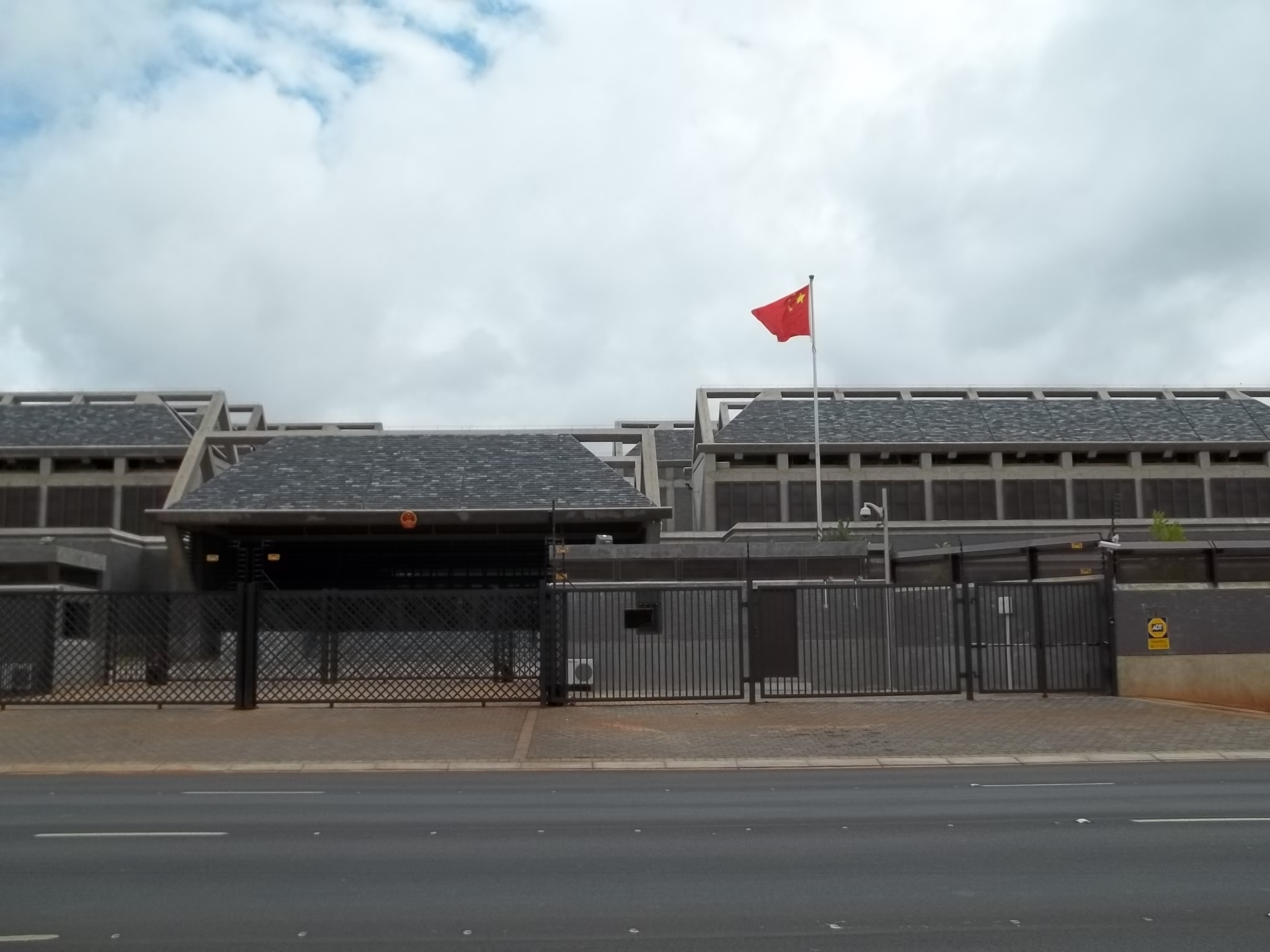
سفارتخانه چین در پرتوریا

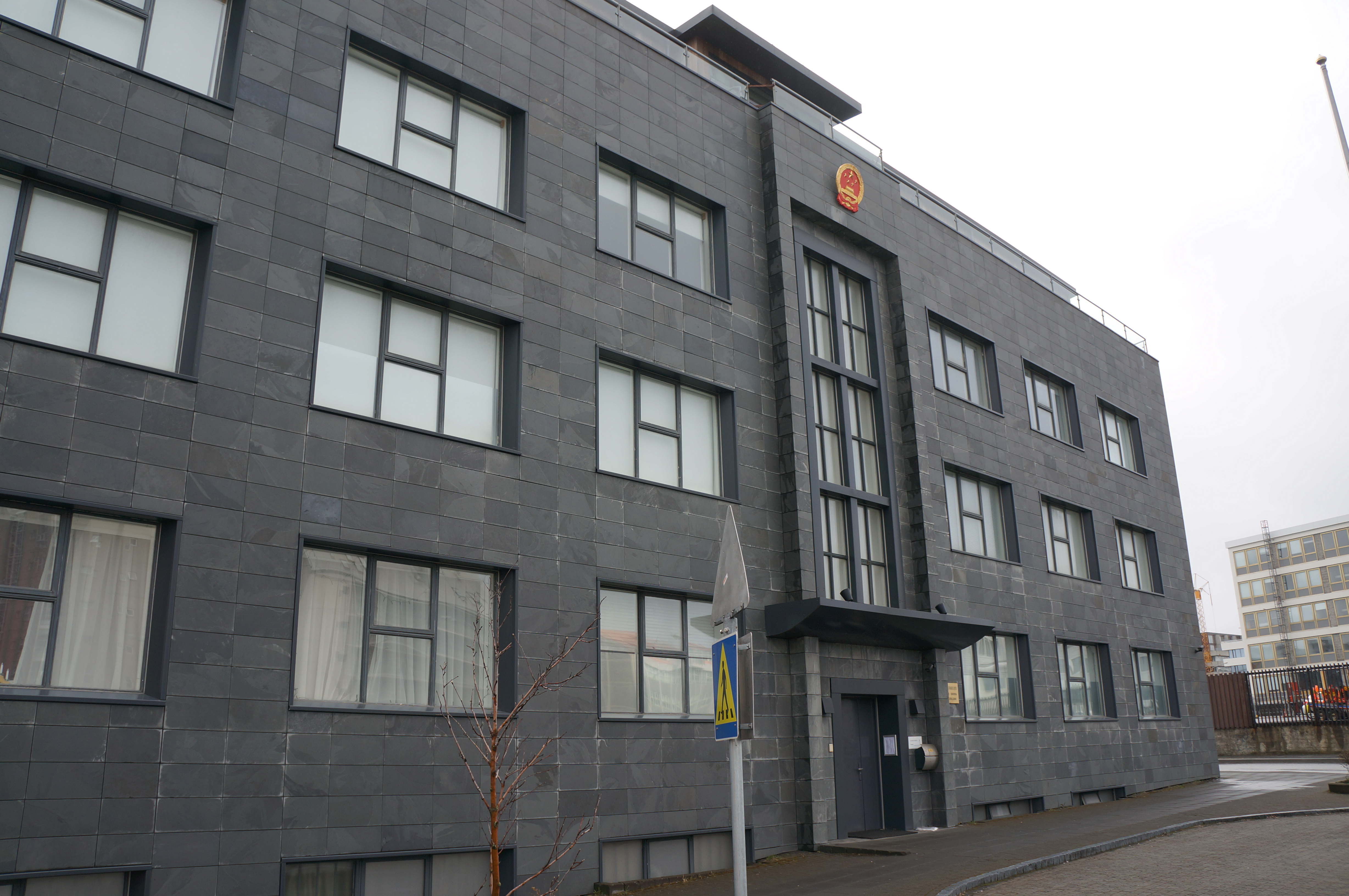
سفارتخانه چین در ریکیاویک

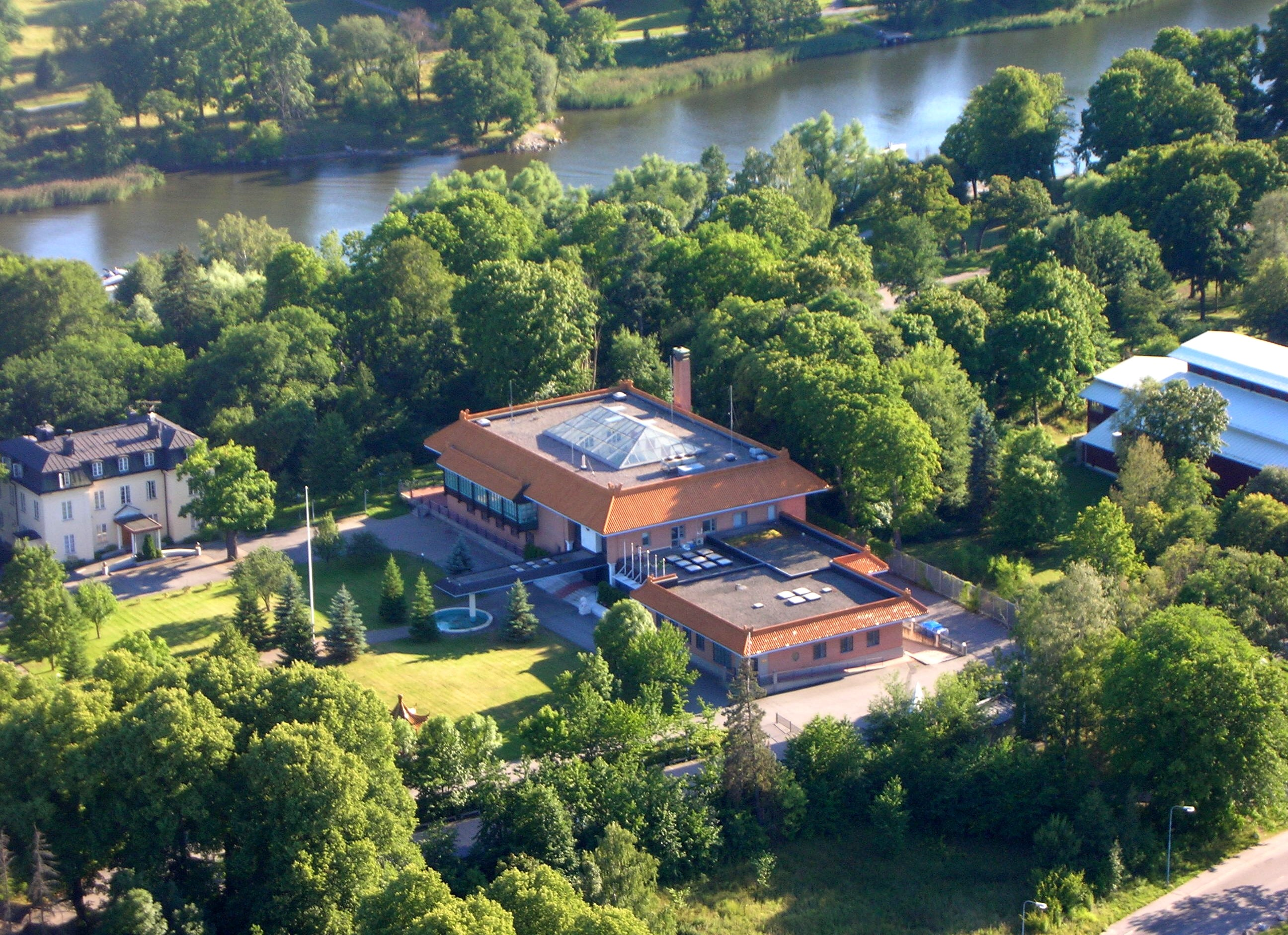
سفارتخانه چین در استکهلم

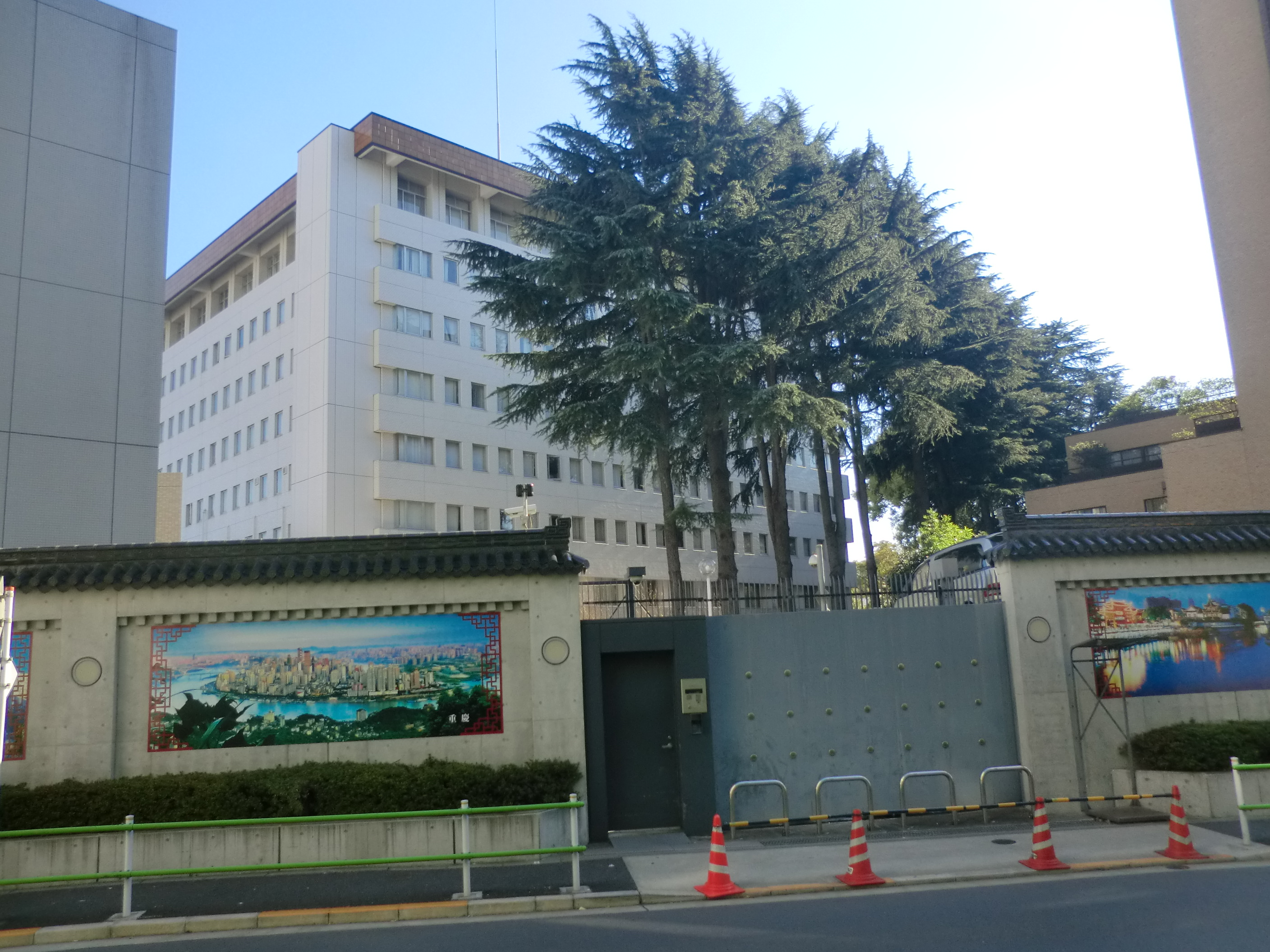
سفارتخانه چین در توکیو

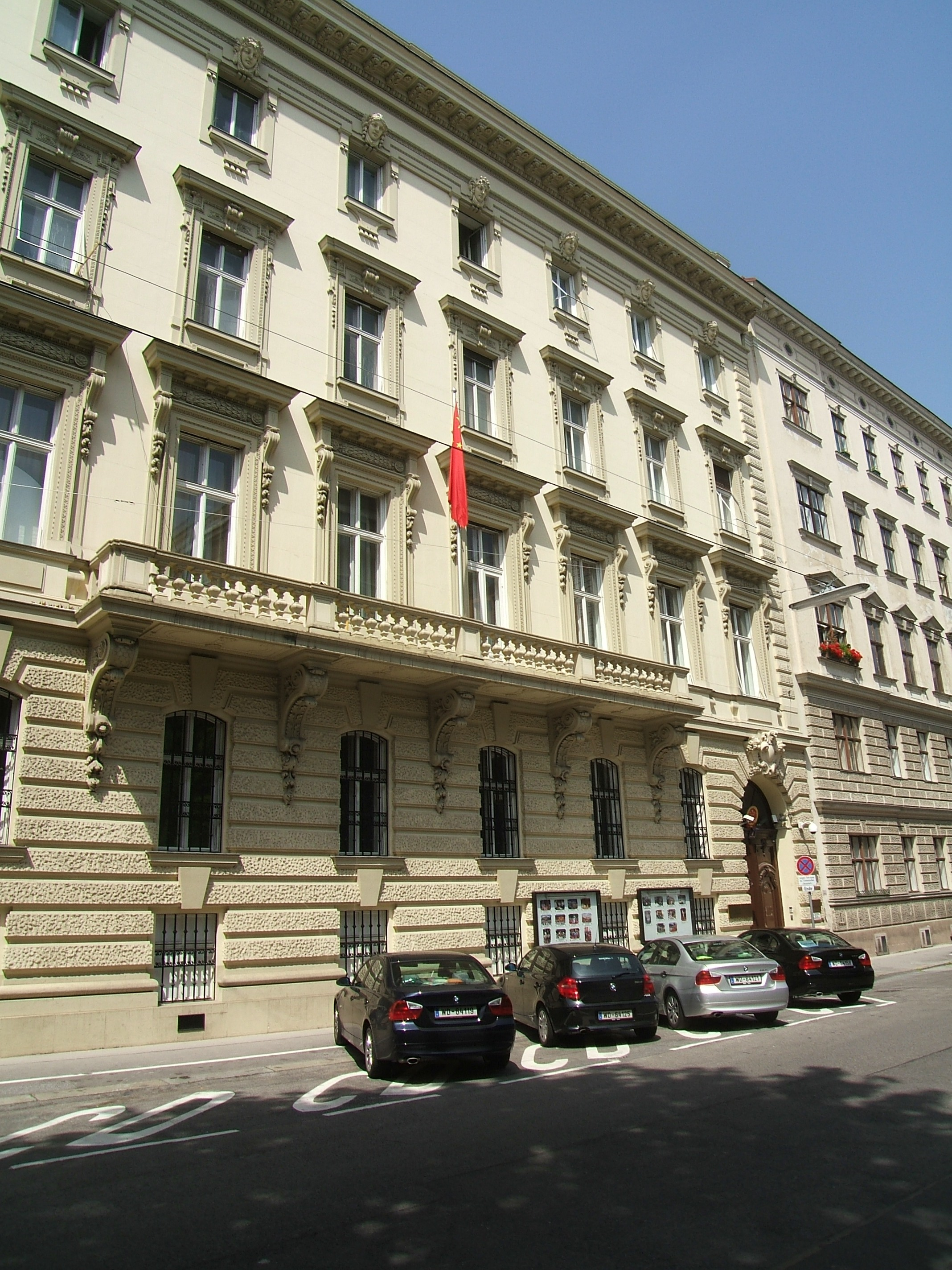
سفارتخانه چین در وین

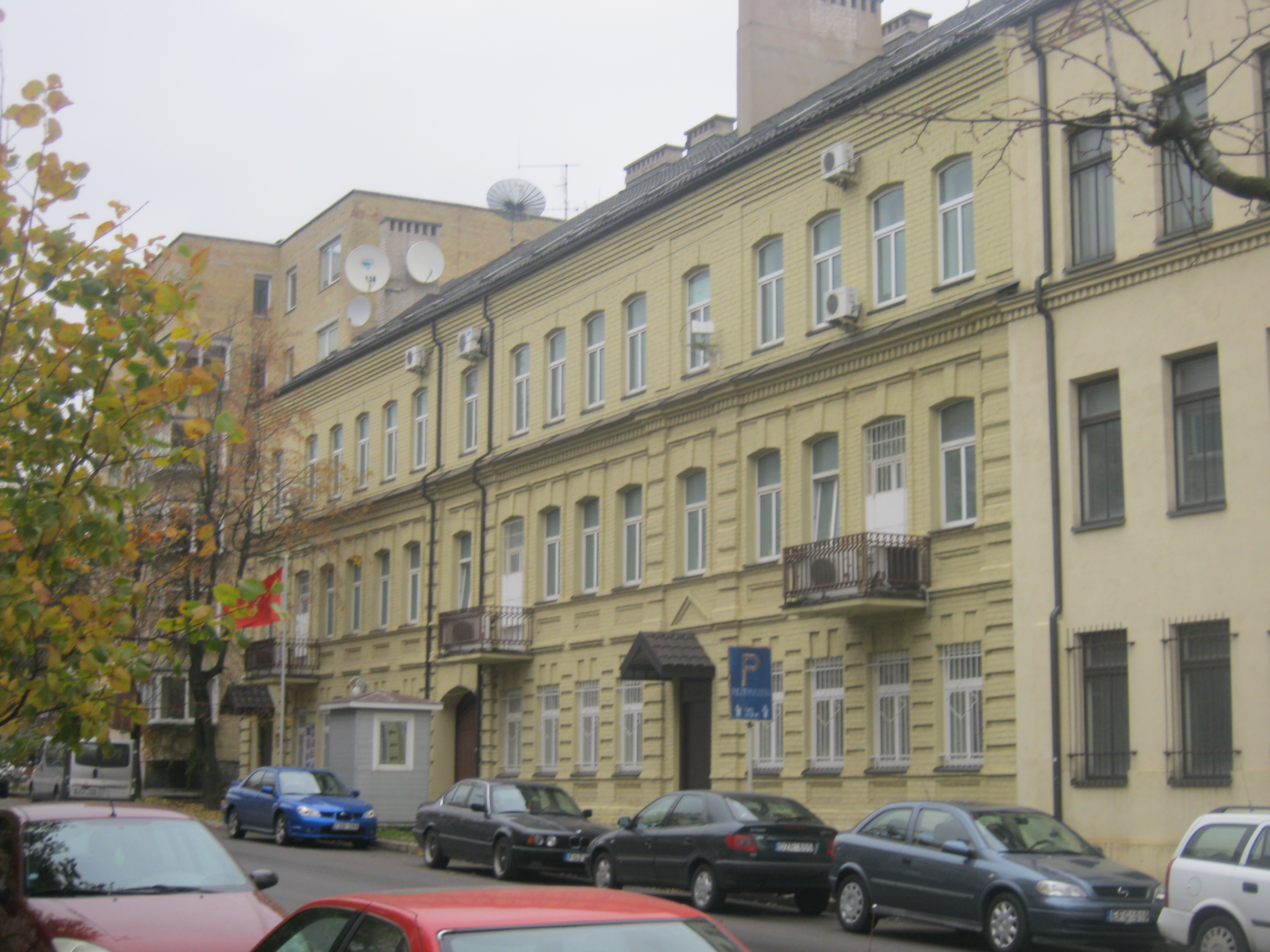
سفارتخانه چین در ویلنیوس

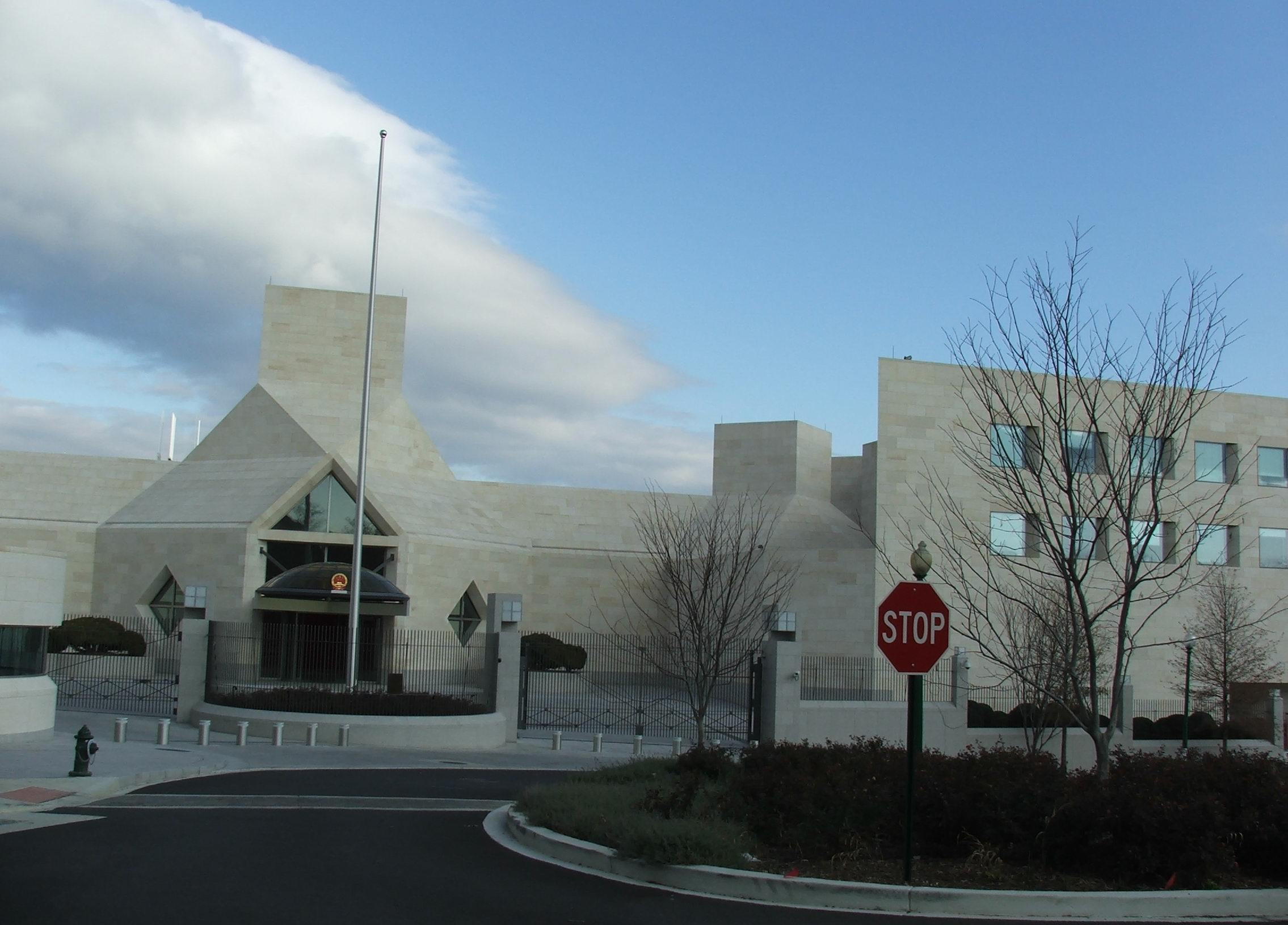
سفارتخانه چین در واشنگتن دی سی

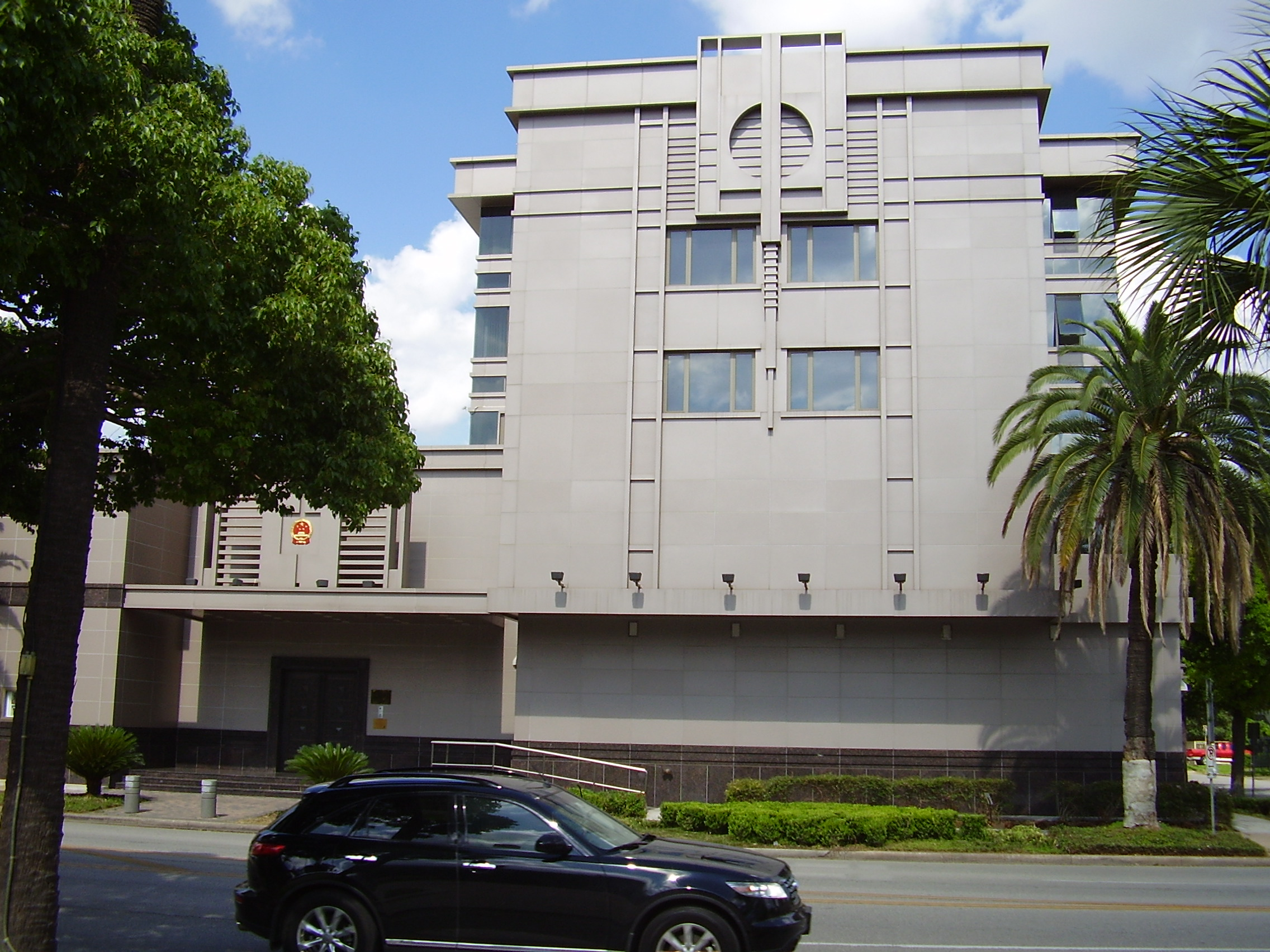
سرکنسولگری چین در هوستون

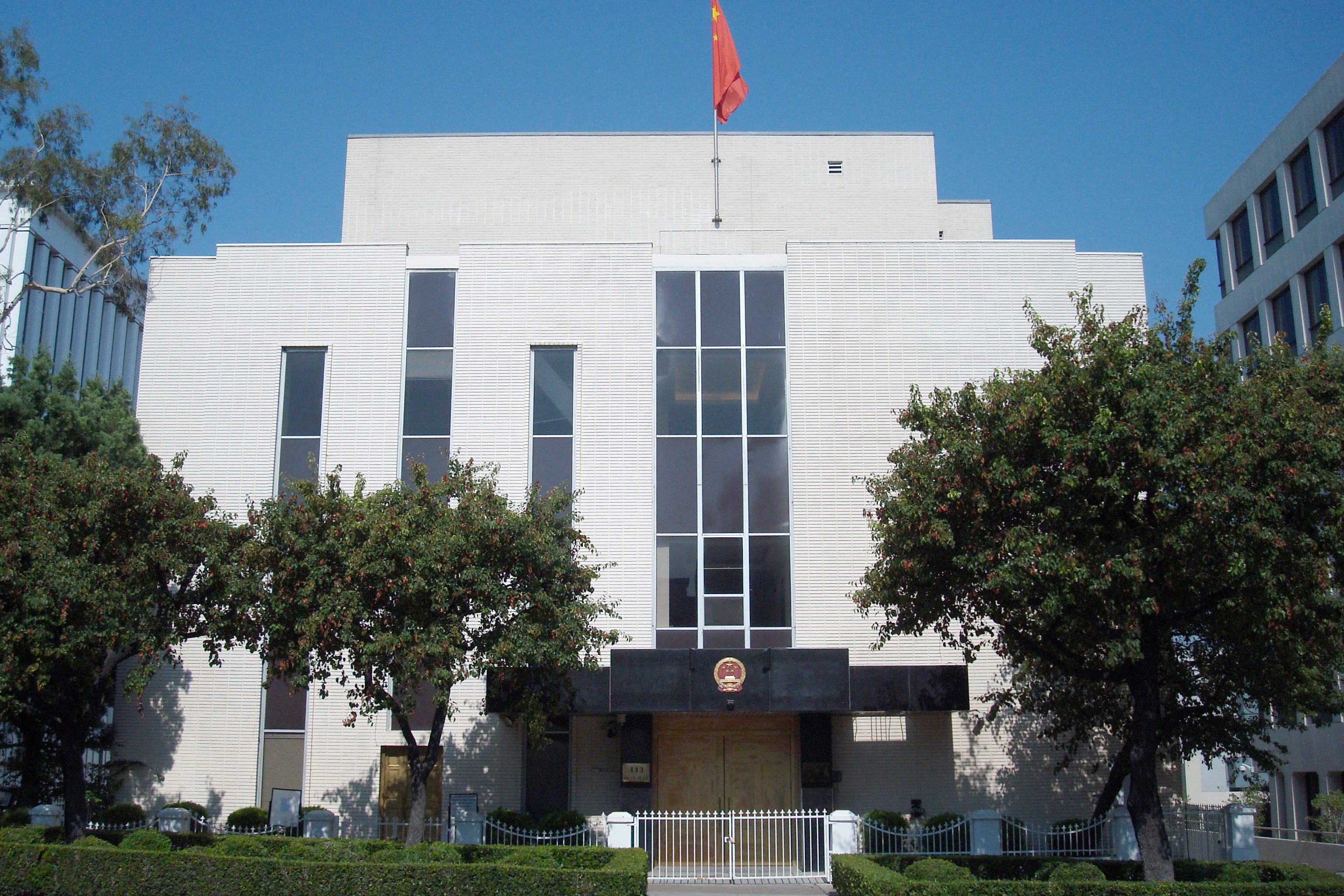
سرکنسولگری چین در لس آنجلس

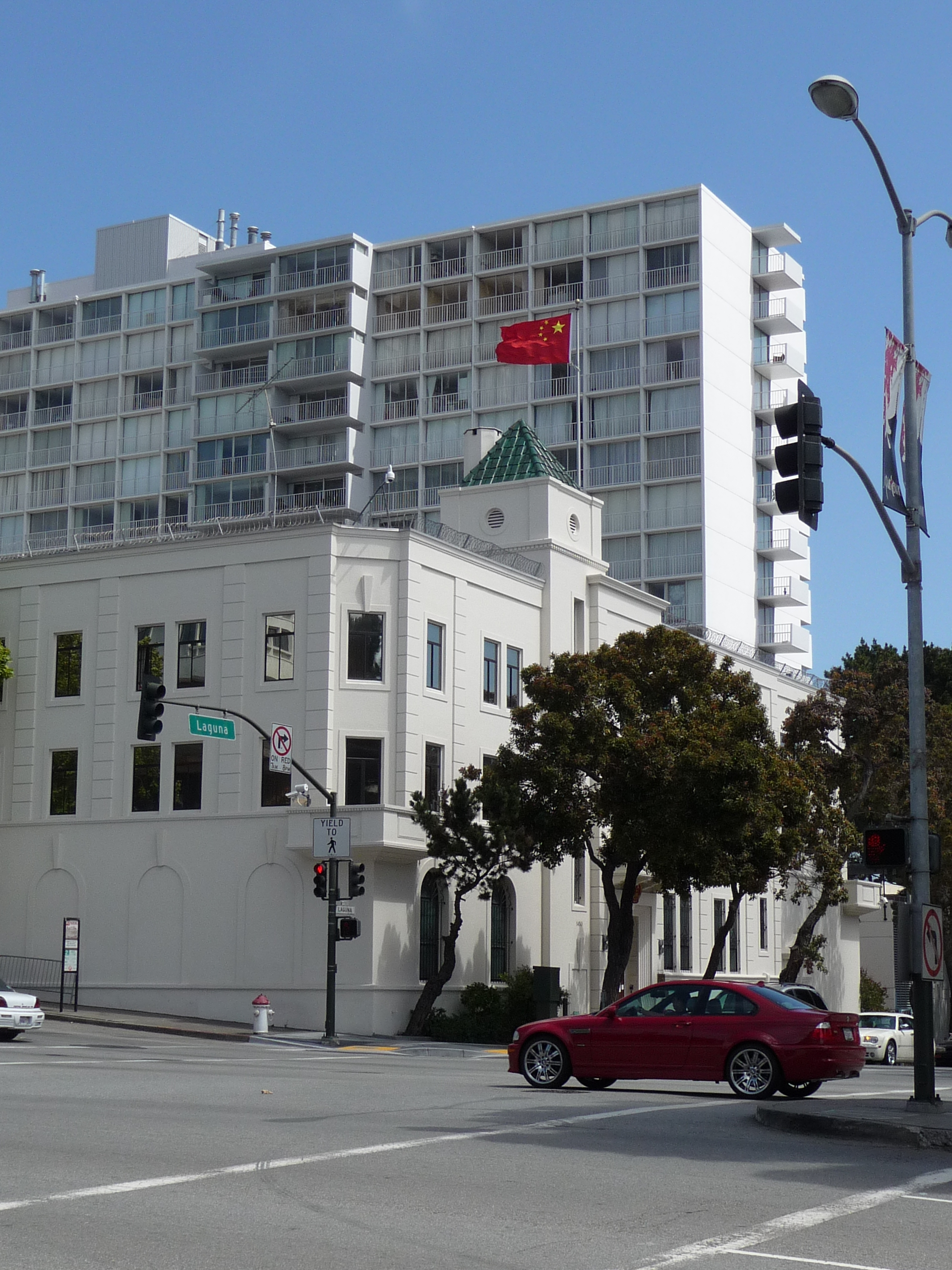
سرکنسولگری چین در سان فرانسیسکو

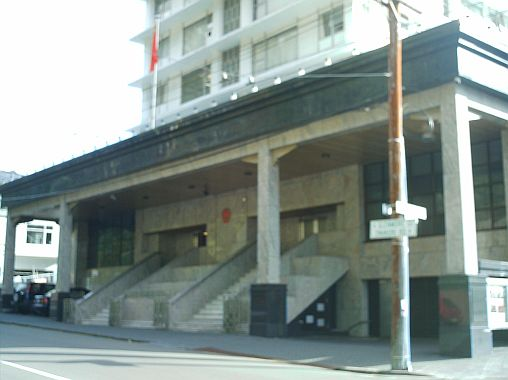
سفارتخانه چین در ولینگتون

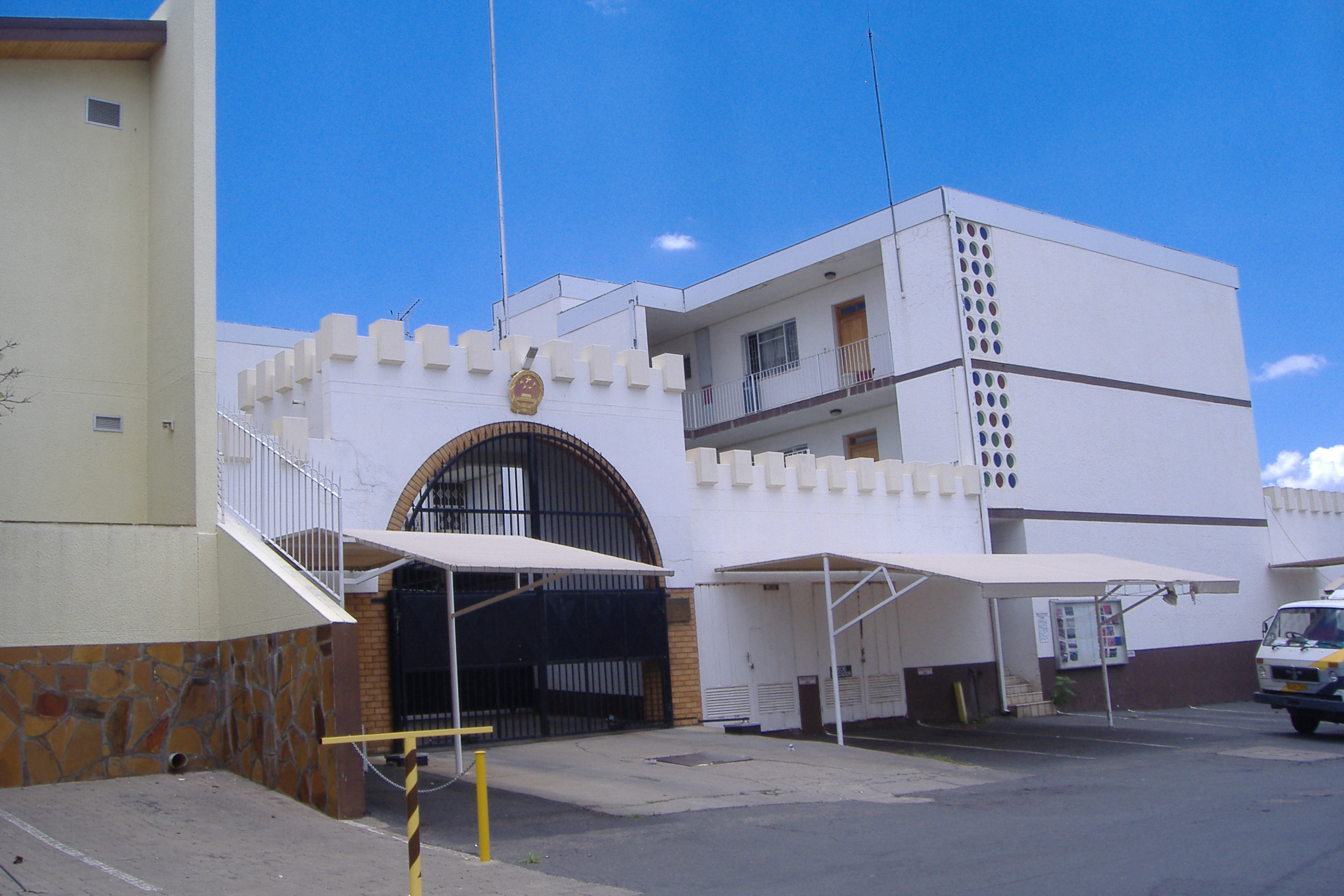
سفارتخانه چین در ویندهوک

| هند               | دهلی نو (سفارت) کلکته (سرکنسولگری) بمبئی (سرکنسولگری) چنای (سرکنسولگری) (مطرح شده)                                                        |
| اندونزی           | جاکارتا (سفارت) مدان (سرکنسولگری) سورابایا (سرکنسولگری) دنپاسار (سرکنسولگری)                                                              |
| ایران             | تهران (سفارت) |
| عراق              | بغداد (سفارت) اربیل (سرکنسولگری) |
| اسرائیل           | تل آویو (سفارت) |
| ژاپن              | توکیو (سفارت) فوکوئوکا (سرکنسولگری) ناگاساکی (سرکنسولگری) ناگویا (سرکنسولگری) نیگاتا (سرکنسولگری) اوزاکا (سرکنسولگری) ساپورو (سرکنسولگری) |
| اردن              | امان (سفارت) |
| قزاقستان          | آستانه (سفارت) آلماتی (سرکنسولگری) |
| کره شمالی         | پیونگ یانگ (سفارت) چونگجین (سرکنسولگری)                                                                                                   |
| کره جنوبی         | سئول (سفارت) بوسان (سرکنسولگری) گوانگجو (سرکنسولگری) ججو (سرکنسولگری)                                                                     |
| کویت              | کویت (سفارت) |
| قرقیزستان         | بیشکک (سفارت) اوش (سرکنسولگری) |
| لائوس             | وین تیان (سفارت) لوآنگ پرابانگ (سرکنسولگری)                                                                                               |
| لبنان             | بیروت (سفارت) |
| مالزی             | کوالالامپور (سفارت) کوچینگ (سرکنسولگری) کوتا کینابالو (سرکنسولگری) پنانگ (سرکنسولگری)                                                     |
| مالدیو            | ماله (سفارت) |
| مغولستان          | اولان‌باتور (سفارت) زمین-یید (سرکنسولگری)                                                                                                  |
| میانمار           | یانگون (سفارت) ماندالی (سرکنسولگری) |
| نپال              | کاتماندو (سفارت) |
| عمان              | مسقط (سفارت) |
| پاکستان           | اسلام‌آباد (سفارت) کراچی (سرکنسولگری) لاهور (سرکنسولگری)                                                                                   |
| فلسطین            | رام‌الله (دفتر حکومت خودگردان فلسطین) |
| فیلیپین           | مانیل (سفارت) سبو (سرکنسولگری) Laoag (کنسولگری)                                                                                           |
| قطر               | دوحه (سفارت) |
| عربستان سعودی     | ریاض (سفارت) جده (سرکنسولگری) |
| سنگاپور           | سنگاپور (سفارت) |
| سری‌لانکا          | کلمبو (سفارت) |
| سوریه             | دمشق (سفارت) |
| تاجیکستان         | دوشنبه (سفارت) |
| تایلند            | بانکوک (سفارت) چیانگ مای (سرکنسولگری) Songkhla (سرکنسولگری) خون کاین (سرکنسولگری)                                                         |
| تیمور شرقی        | دیلی (سفارت) |
| ترکیه             | آنکارا (سفارت) استانبول (سرکنسولگری) ازمیر (سرکنسولگری)                                                                                   |
| ترکمنستان         | عشق آباد (سفارت) |
| امارات متحده عربی | ابوظبی (سفارت) دبی (سرکنسولگری) |
| ازبکستان          | تاشکند (سفارت) |
| ویتنام            | هانوی (سفارت) هوشی مین سیتی (سرکنسولگری)                                                                                                  |
| یمن               | صنعا (سفارت) عدن (سرکنسولگری) |

## آفریقا
| کشور میزبان           | نمایندگی                                                                          |
| --------------------- | --------------------------------------------------------------------------------- |
| الجزایر               | الجزیره (سفارت)                                                                   |
| آنگولا                | لواندا (سفارت)                                                                    |
| بنین                  | کوتونو (سفارت)                                                                    |
| بوتسوانا              | گابورون (سفارت)                                                                   |
| بوروندی               | بوجومبورا (سفارت)                                                                 |
| کامرون                | یائونده (سفارت) دوالا (سرکنسولگری)                                                |
| کیپ ورد               | پرایا (سفارت)                                                                     |
| جمهوری آفریقای مرکزی  | بانگی (سفارت)                                                                     |
| چاد                   | انجامنا (سفارت)                                                                   |
| کومور                 | مورونی (سفارت)                                                                    |
| جمهوری کنگو           | برازاویل (سفارت)                                                                  |
| ساحل عاج              | ابیجان (سفارت)                                                                    |
| جمهوری دموکراتیک کنگو | کینشاسا (سفارت)                                                                   |
| جیبوتی                | جیبوتی (سفارت)                                                                    |
| مصر                   | قاهره (سفارت) اسکندریه (سرکنسولگری) پورت‌سعید (دفتر شعبه از سرکنسولگری اسکندریه)   |
| گینه استوایی          | مالابو (سفارت)                                                                    |
| اریتره                | اسمره (سفارت)                                                                     |
| اتیوپی                | آدیس آبابا (سفارت)                                                                |
| گابن                  | لیبرویل (سفارت)                                                                   |
| غنا                   | آکرا (سفارت)                                                                      |
| گینه                  | کوناکری (سفارت)                                                                   |
| گینه بیسائو           | بیسائو (سفارت)                                                                    |
| کنیا                  | نایروبی (سفارت)                                                                   |
| لسوتو                 | ماسرو (سفارت)                                                                     |
| لیبریا                | مونروویا (سفارت)                                                                  |
| لیبی                  | طرابلس (سفارت)                                                                    |
| ماداگاسکار            | آنتاناناریوو (سفارت) تواماسینا (سرکنسولگری)                                       |
| مالاوی                | لیلونگوه (سفارت)                                                                  |
| مالی                  | باماکو (سفارت)                                                                    |
| موریس                 | پورت‌لوئیس (سفارت)                                                                 |
| موریتانی              | نواکشوت (سفارت)                                                                   |
| مراکش                 | رباط (سفارت)                                                                      |
| موزامبیک              | ماپوتو (سفارت)                                                                    |
| نامیبیا               | ویندهوک (سفارت)                                                                   |
| نیجر                  | نیامی (سفارت)                                                                     |
| نیجریه                | ابوجا (سفارت) لاگوس (سرکنسولگری)                                                  |
| رواندا                | کیگالی (سفارت)                                                                    |
| سنگال                 | داکار (سفارت)                                                                     |
| سیشل                  | ویکتوریا (سفارت)                                                                  |
| سیرالئون              | فری تاون (سفارت)                                                                  |
| سومالی                | موگادیشو (سفارت)                                                                  |
| آفریقای جنوبی         | پرتوریا (سفارت) کیپ تاون (سرکنسولگری) دوربان (سرکنسولگری) ژوهانسبورگ (سرکنسولگری) |
| سودان جنوبی           | جوبا (سفارت)                                                                      |
| سودان                 | خارطوم (سفارت)                                                                    |
| تانزانیا              | دارالسلام (سفارت) زنگبار (سرکنسولگری)                                             |
| توگو                  | لومه (سفارت)                                                                      |
| تونس                  | تونس (سفارت)                                                                      |
| اوگاندا               | کامپالا (سفارت)                                                                   |
| زامبیا                | لوساکا (سفارت)                                                                    |
| زیمبابوه              | هراره (سفارت)                                                                     |

## آمریکا
| کشور میزبان         | نمایندگی |
| ------------------- | --- |
| آنتیگوآ و باربودا   | سینت جانز (سفارت) |
| آرژانتین            | بوئنوس آیرس (سفارت) |
| باهاما              | ناسائو (سفارت) |
| باربادوس            | بریج تاون (سفارت) |
| بولیوی              | لاپاز (سفارت) سانتا کروس د لا سیرا (کنسولگری)                                                                                       |
| برزیل               | برازیلیا (سفارت) رسیفی (سرکنسولگری) ریو دو ژانیرو (سرکنسولگری) سائوپائولو (سرکنسولگری)                                              |
| کانادا              | اتاوا (سفارت) کلگری (سرکنسولگری) مونترال (سرکنسولگری) تورنتو (سرکنسولگری) ونکوور (سرکنسولگری)                                       |
| شیلی                | سانتیاگو (سفارت) ایکویک (سرکنسولگری)                                                                                                |
| کلمبیا              | بوگوتا (سفارت) بارانکیلا (کنسولگری)                                                                                                 |
| کاستاریکا           | سان خوزه (سفارت) |
| کوبا                | هاوانا (سفارت) |
| دومینیکا            | روسو (سفارت) |
| جمهوری دومینیکن     | سانتو دومینگو (دفتر توسعه تجاری) |
| اکوادور             | کیتو (سفارت) گوایاکیول (سرکنسولگری)                                                                                                 |
| گرنادا              | سینت‌جورجس (سفارت) |
| گویان               | جورج تاون (سفارت) |
| هائیتی              | پورتوپرنس (دفتر توسعه تجاری) |
| جامائیکا            | کینگستون (سینت‌جورجس) |
| مکزیک               | مکزیکوسیتی (سفارت) تیخوانا (سرکنسولگری)                                                                                             |
| پاناما              | پاناماسیتی (دفتر توسعه تجاری) |
| پرو                 | لیما (سفارت) |
| سورینام             | پاراماریبو (سفارت) |
| ترینیداد و توباگو   | پرت آو اسپاین (سفارت) |
| ایالات متحده آمریکا | واشنگتن دی سی (سفارت) شیکاگو (سرکنسولگری) هوستون (سرکنسولگری) لس آنجلس (سرکنسولگری) نیویورک (سرکنسولگری) سان فرانسیسکو (سرکنسولگری) |
| اروگوئه             | مونته ویدئو (سفارت) |
| ونزوئلا             | کاراکاس (سفارت) |

## اروپا
| کشور میزبان     | نمایندگی |
| --------------- | --- |
| آلبانی          | تیرانا (سفارت) |
| اتریش           | وین (سفارت) |
| بلاروس          | مینسک (سفارت) |
| بلژیک           | بروکسل (سفارت) |
| بوسنی و هرزگوین | سارایوو (سفارت) |
| بلغارستان       | صوفیه (سفارت) |
| کرواسی          | زاگرب (سفارت) |
| قبرس            | نیکوزیا (سفارت) |
| جمهوری چک       | پراگ (سفارت) |
| دانمارک         | کپنهاگ (سفارت) |
| استونی          | تالین (سفارت) |
| فنلاند          | هلسینکی (سفارت) |
| فرانسه          | پاریس (سفارت) لیون (سرکنسولگری) مارسی (سرکنسولگری) پاپیته (کنسولگری) سن-دنی، رئونیون (سرکنسولگری) استراسبورگ (سرکنسولگری)                                  |
| آلمان           | برلین (سفارت) بن (شعبه سفارت) دوسلدورف (سرکنسولگری) فرانکفورت (سرکنسولگری) هامبورگ (سرکنسولگری) مونیخ (سرکنسولگری)                                         |
| یونان           | آتن (سفارت) |
| مجارستان        | بوداپست (سفارت) |
| ایسلند          | ریکیاویک (سفارت) |
| جمهوری ایرلند   | دوبلین (سفارت) |
| ایتالیا         | رم (سفارت) فلورانس (سرکنسولگری) میلان (سرکنسولگری) |
| کوزوو           | پریشتینا (دفتر رابط) |
| لتونی           | ریگا (سفارت) |
| لیتوانی         | ویلنیوس (سفارت) |
| لوکزامبورگ      | لوکزامبورگ (سفارت) |
| مقدونیه شمالی   | اسکوپیه (سفارت) |
| مالت            | والتا (سفارت) |
| مولدووا         | کیشیناو (سفارت) |
| مونته‌نگرو       | پودگوریتسا (سفارت) |
| هلند            | لاهه (سفارت) ویلمستاد (سرکنسولگری) |
| نروژ            | اسلو (سفارت) |
| لهستان          | ورشو (سفارت) گدانسک (سرکنسولگری) |
| پرتغال          | لیسبون (سفارت) |
| رومانی          | بخارست (سفارت) کونستانسا (سرکنسولگری) |
| روسیه           | مسکو (سفارت) ایرکوتسک (سرکنسولگری) خاباروفسک (سرکنسولگری) سن پترزبورگ (سرکنسولگری) ولادی‌وستوک (دفتر شعبه از سرکنسولگری خاباروفسک) یکاترینبورگ (سرکنسولگری) |
| صربستان         | بلگراد (سفارت) |
| اسلواکی         | براتیسلاوا (سفارت) |
| اسلوونی         | لیوبلیانا (سفارت) |
| اسپانیا         | مادرید (سفارت) بارسلونا (سرکنسولگری) |
| سوئد            | استکهلم (سفارت) یوتبری (سرکنسولگری) |
| سوئیس           | برن (سفارت) زوریخ (سرکنسولگری) |
| اوکراین         | کی یف (سفارت) اودسا (سرکنسولگری) |
| بریتانیا        | لندن (سفارت) بلفاست (سرکنسولگری) ادینبورگ (سرکنسولگری) منچستر (سرکنسولگری)                                                                                 |

## اقیانوسیه
| کشور میزبان           | نمایندگی |
| --------------------- | --- |
| استرالیا              | کانبرا (سفارت) آدلاید (سرکنسولگری) بریسبان (سرکنسولگری) ملبورن (سرکنسولگری) پرت (سرکنسولگری) سیدنی (سرکنسولگری) |
| فیجی                  | سووا (سفارت) |
| کیریباتی              | تاراوای جنوبی (دفتر نمایندگی)                                                                                   |
| ایالات فدرال میکرونزی | پوناپی (سفارت)                                                                                                  |
| نیوزیلند              | ولینگتون (سفارت) اوکلند (سرکنسولگری) کرایست‌چرچ (سرکنسولگری)                                                     |
| پاپوآ گینه نو         | پورت مورسبی (سفارت)                                                                                             |
| ساموآ                 | آپیا (سفارت) |
| تونگا                 | نوکوآلوفا (سفارت)                                                                                               |
| وانواتو               | پورت ویلا (سفارت)                                                                                               |

## نمایندگی‌ها در چین بزرگ
| میزبان  | محل     | نمایندگی |
| ------- | ------- | --- |
| هنگ کنگ | هنگ کنگ | Liaison Office of the Central People's Government in the Hong Kong Special Administrative Region Office of the Commissioner of the Ministry of Foreign Affairs of the People's Republic of China in the Hong Kong Special Administrative Region |
| ماکائو  | ماکائو  | Liaison Office of the Central People's Government in the Macao Special Administrative Region Office of the Commissioner of the Ministry of Foreign Affairs of the People's Republic of China in the Macao Special Administrative Region         |
| تایوان  | تایپه   | Cross-Strait Tourism Exchange Association |

## سازمان‌های چندجانبه
- بانکوک (نمایندگی دائم در ESCAP )
- بروکسل (مأموریت به اتحادیه اروپا)
- ژنو (نمایندگی دائم به سازمان ملل متحد و دیگر سازمان‌های بین‌المللی)
- جاکارتا (نمایندگی دائم به انجمن ملل آسیای جنوب شرقی)
- کینگستون (نمایندگی دائم به سازمان بستر آب‌های بین‌المللی)
- نیویورک (نمایندگی دائم به سازمان ملل متحد)
- پاریس (نمایندگی دائم به یونسکو)
- لاهه (نمایندگی دائم به سازمان بازدارندگی از به‌کارگیری جنگ‌افزارهای شیمیایی)
- وین (نمایندگی دائم به سازمان ملل متحد و دیگر سازمان‌های بین‌المللی)